# 柏傲莊
柏傲莊（英語：The Pavilia Farm）位於香港新界沙田區車公廟路18號，為港鐵大圍站上蓋發展項目。按港鐵於2009年已獲批的規劃，可建8幢樓高40至49層住宅樓宇，提供約2,900個單位（最後增至3,090伙），共190,480平方米，另有一座三層高會所，62,000平方米基座商場圍方及建設佔地15,000平方米的專上學院。
九鐵曾打算分別於2002年及2004年推出招標，不過最終因經濟理由而停止。項目自2000年起被不少區內居民、地區人士批評為名城翻版，認為有關規劃強奪過去的公共休憩空間，並增加屏風效應。唯城規會多年來認為該項目需要發展最大的樓面面積，方可善用珍貴的土地，全盤否决反對意見，港鐵曾在2012年5月突然推出招標，唯發展商投標方案有頗高風險，無法收回物業的發展成本，最終流標收場。到2014年9月10日，港鐵再次推出招標，到10月12日截標後旋即開標，新世界發展以28.56億補地價投得上蓋發展住宅部份發展權，商場歸由港鐵持有。2015年3月地政總署資料，柏傲莊亦完成補地價，涉額約103.56億元。項目於2015年11月動工，原預計2020年第3季至2021年落成。不過受工程複雜所影響，加上地盤打樁期間影響大圍站月台沉降而引致部分範圍停工和其中一座住宅基座曾發生鋼筋支架倒塌意外，項目延遲到2023年才落成。而根據2017年1月屋宇署資料，項目已於2017年1月展開上蓋建築工程，並由呂元祥建築師事務所設計。示範單位設於荃灣D·PARK愉景新城商場，發展商正爭取最快在2020年上半年推出第1、2期。不過，由於2019冠狀病毒病香港疫情導致籌備及審核工作受阻，地政總署延至2020年9月28日才批出上述兩期的預售樓花同意書，到同年10月中開售，2021年5月16日「柏傲莊III」獲批預售樓花同意書，同年6月5日開售，項目截至2021年6月20日共售出2938伙，佔整個項目約95%單位，套現近360億元。每呎管理費為4.5元。

## 歷史
大圍站上蓋發展項目原址為青龍水上樂園，因興建港鐵馬鞍山綫（前稱馬鐵）的關係，在2001年正式關閉。該址現為港鐵屯馬綫大圍站及大圍站公共運輸交匯處，於2004年年底落成啟用，巴士站初時維持不變，與毗鄰新的公共運輸交匯處一同使用，但隨後亦在2005至2006年間關閉，一直空置至2015年。

## 規劃過程

### 起源
在1997年3月，路政署委託顧問公司為包括馬鞍山鐵路（現稱屯馬綫）在內的東鐵延線項目進行研究，建議在大圍站上蓋建造8幢43至45層高住宅，另加一幢寫字樓；而鄰近的大圍車廠則建造19幢25-26層高住宅及1幢酒店，以補貼九鐵建造東鐵延線。但是，最後寫字樓及酒店被剔除。
2000年5月中，政府已批准九鐵擬於大圍車廠及毗鄰空地（前為大圍歡樂城）建近7,000個住宅單位的發展大計。當中大圍鐵路車廠佔地6.12公頃，擬建11座樓高42至47層高住宅，基座設一層停車場，提供3,890個單位；至於大圍車站地盤則佔4.85公頃，可建9幢39至46層（基座設一層停車場及兩層商場），提供約3,040個住宅單位。
同年8月4日，城規會要求在《沙田分區計劃大綱草圖編號S/ST/14》上的申請地點（大圍站上蓋）由「政府、機構或社區」地帶和「其他指明用途」註明「九廣鐵路」地帶改劃為「綜合發展區（1）」地帶。

### 沙田區議會不滿發展
在圖則展示期間，當局接獲7份反對書，其中一份由沙田區議會的議員提交，反對把火炭、沙田頭（現稱車公廟站）和大圍的三塊車站用地劃為「綜合發展區（1）」地帶。2000年10月中旬，沙田區議會向城規會提出上訴，反對項目以高樓式屏風建成、有加重該區交通及社區設施負擔之嫌。惟最終城規會仍保留九鐵的原來發展大計。

### 城規會否決反對意見 屏風式住宅上馬
2001年1月16日，城規會轄下的聆訊反對小組委員會在進一步考慮有關的反對意見後，否決沙田區議會有關反對，認為有關九鐵建高密度及住宅並無問題，因為項目是以同區合理地積比（約四至五倍）發展。聆訊反對小組委員會亦同意，城規會須擬備規劃大綱，為「綜合發展區(1)」地帶的未來發展提供指引。分區計劃大綱圖其後於2001年9月25日獲行政長官會同行政會議核准。
同年10月，九鐵為了令項目順利「上馬」並早日推出招標，大圍站項目物業幢數由原來的9幢減至8幢，惟樓高卻因而由原來最高的46層被扯高至59層，是新界區最高住宅物業。項目預料於2006年至2008年落成。

### 城規會通過規劃大綱
2002年1月11日，城規會小組委員會通過一份規劃大綱，為大圍站上蓋的發展提供指引，包括規劃參數、有關的影響評估報告，同年3月15日核准首個計劃。九鐵同時邀交首份規劃申請，大圍站上蓋地盤面積51.6萬平方呎，將建有8幢42至54層高（加5層平台）住宅，並分3組排列，大廈之間並無空隙。
雖然沙田區議會及地區人士表示大圍站上蓋發展項規模過大，因此要求降低發展項目的最大地積比率及限制最高建築物高度，並要求在擬議的發展項目內提供各種設施，包括室內運動場，體育館、社區會堂、郵政局及圖書館等。但城規會指九鐵方案外觀具趣味及可觀性，與周遭環境配合，以該規劃已為建築物的設計作出改善和規劃理想為理由，不批准地區人士所提出有關申請。城規會亦於2003年及2005年在附加條件的情況下批准九鐵提出兩宗規劃修訂申請。
2002年2月23日，公民力量發起遊行反對九鐵大圍站上蓋興建高密度住宅，四十人高叫抗議口號，由大圍火車站出發沿馬鐵車站遊行。立法會議員劉江華希望規劃署採取持平及中肯的態度，在考慮到發展商的商業利益同時，更要顧及和保障市民的公眾利益。

### 九鐵修改方案 增大商場樓面
2003年6月27日，九鐵為增加大圍站上蓋的商業價值，把上蓋原計劃的29.1萬方呎住宅及公眾停車位，轉為商場，令商業樓面大增77%，至66.7萬方呎。住宅樓面由229.8萬方呎減至205萬方呎，連同4.3萬方呎公眾車位，轉為商場及其附屬車位。申請獲城規會批准。

### 地區人士要求改變土地用途失敗告終
2007年時，曾有地區人士表示大圍站上蓋項目沒有進行充分的公眾諮詢，大圍居民亦對九鐵的發展項目深表不滿。甚至表示，如擬議的發展項目如期進行，他們會遷離大圍，因此要求將大圍站上蓋發展由「綜合發展區(1)」地帶改劃為「政府、機構或社區」地帶，解決大圍設施不足的問題。在這個申請中，當局接獲780份公眾意見書，但只有九鐵反對這宗申請。
不過政府及城規會表示，大圍站上蓋規劃程序已於2000年通過，城規會當時也根據《城市規劃條例》的規定考慮有關反對意見，而且地區人士並無提出充分理據支持把申請地點改劃為「政府、機構或社區」地帶。城規會認為大圍站上蓋項目作綜合發展是符合有關的規劃意向，就是在鐵路車站附近進行較高密度的發展，把握發展機會。多個政府部門亦表示區內政府、機構或社區設施的供應大致充足，應按部門的資源分配和推行時間表而定，最終否決有關申請。
2011年6月，屋宇署批出港鐵大圍站上蓋項目新申請圖則，由於項目在實施新發水限制的4月1日前申請，故趕及「發水尾班車」。大圍站新批圖則，計劃建8幢40層至52層高大樓，其中住宅樓面205.02萬呎，商業樓面則約66.73萬呎。與港鐵前方案相若。
環保觸覺其後曾向城規會申請收緊大圍站發展限制，提出限高及削減住宅樓面等，申請總共接獲約48份意見，大部分意見反對地點發展住宅，包括沙田鄉事委員會及創建香港等。不過政府及城規會表示，大圍站上蓋規劃程序已於2000年通過，而目前發展項目已進入落實階段，而有關的建築圖則已於2011年獲審批。再加上環保觸覺沒有提供總綱發展藍圖或園境設計總圖的技術數據支持，故否決有關申請。

### 第一次招標截收意向書
2012年5月，項目突然正式登報邀納意向書，並只限於4日內進行邀納，多家發展商表示有興趣參與，當中包括有中、小型發展商，擬考慮合組財團競投，以減低項目規模太大之風險。
2012年5月11日截收意向書，由於該項目屬港鐵近5年來推出最大型項目，多家發展商均有遞交意向書，包括長實、新地、恒地、新世界發展、信置、會德豐、嘉里、永泰、南豐及中國海外等。即使中小型發展商九龍建業亦有遞交意向，市場反應十分熱烈。
2012年5月30日，港鐵罕有發出新聞稿表示大圍站上蓋招標，邀納發展商意向書。港鐵表示為促進香港的可持續發展及建設更佳生活環境，港鐵公司檢視了大圍站物業發展項目的規劃及設計，決定依據可持續建築設計指引實施該項目。期望在滿足樓宇需求的同時，為住客積極締造良好的居住環境。
2012年6月22日，截標前只收到3份標書，包括長實、新地及恒地3家財團，反應略遜於預期。長實集團發言人指出，公司今次以獨資方式，入標競投大圍站項目，另新地及恒地亦分別指出，今次以獨資方式參與。

### 流標收場
經過歷時逾兩周的審核後，港鐵於7月10日傍晚宣布不接納標書，項目流標收場。發言人指若接納目前的投標方案，有頗高風險，將會無法收回物業的發展成本，包括物業地基工程及環保、緩減等設施的費用。發言人重申，將會重新審視發展組合的細節，期望於本財政年度內推出項目重新招標。測量師指出，流標的最主要原因是項目總投資額太大，門檻高，入標少且發展商態度保守，共同促進了這次流標。項目於令很多「有心無力」的中小型財團被拒之門外，且歐債危機影響下，全球經濟環境較差，後市展望不明朗，發展商也趨於保守。民間組織反大圍站上蓋建屏風樓關注組表示，仍對項目的發展表示憂慮，擔心發展商未來或會爭取以發水圖則進行發展。

### 上蓋項目拆細發展 專上學院擬改為發展公屋
2012年12月，政府消息指出，新政府正全面檢討六大產業政策，認為教育是事業而非產業，應優先照顧本地而非外地學生需要，加上香港土地短缺，故正在研究將大圍站上蓋及粉嶺皇后山軍營地皮改為興建公營房屋。如各方同意，最快可在2013年1月特首梁振英的首份施政報告公布。業界人士指出，港鐵大圍站上蓋原私立大學用地面積較小，但可較快推出改為興建公屋。但是，政府最終選擇將皇后山軍營用地改作公營房屋發展（即皇后山邨及山麗苑）。

### 港鐵表示難拆細標售
大圍站規模龐大，曾引發流標，有業內人士曾建議拆細標售。唯港鐵物業總監鄧智輝表示，大圍站項目因涉及沙中線工程，位處兩條鐵路線車站中，建築較為複雜，曾研究能否拆細標售，但因應地理及鐵路工程以及其他因素，執行上非常困難。不過事實上早年發展的九龍站上蓋發展項目亦採用拆細標售方式發展，商場主要由港鐵擁有80%業權，平台層為公共休憩空間，其餘上蓋發展分七期發展。可見港鐵為不希望頂層平台層佔地8,500平方米休憩空間讓公眾享用，以及以高價賣地，緊持拒絕拆細標售。

### 第二次招標截收意向書
2014年9月10日，港鐵再次就項目招收發展意向書，並於9月15日截止。資料顯示，項目總樓面面積約為270.2萬方呎，提供約2900個住宅單位，另設約800個車位。港鐵指，經研究後認為項目拆細將會降低整體效率，例如出現多個出入口及大堂，故不考慮分期招標。而港鐵分兩種方案讓發展商入標。包括住宅部分以及商場連住宅。至於補地價金額等批地條款，仍跟政府磋商中。
2014年10月12日，本港大型發展商長實、新地、會德豐、新世界發展紛紛以獨資身分入標外，多家內房包括首度在港投地的佳兆業集團、世茂房地產及富力地產董事長李思廉私人公司與英皇國際組財團參與，另據悉萬科置業（香港）（下稱萬科）亦就項目入標。是次大圍站招標條款減辣即大收9份標書，不但較該項目兩年前只收3標大升2倍，更創2005年推出日出康城1期「首都」後的九年港鐵招標項目收標新高。
2014年10月13日，新世界發展以28.56億補地價投得港鐵大圍站上蓋發展住宅項目發展權，港鐵則支付餘下的75億元投得65萬方呎樓面的商場，合共補地價總金額達103.56億元。新世界指項目主力發展2至3房單位，平均單位實用面積約600方呎，不過相信發展商亦會按市場需要提供一定比例的小型單位。

### 修改規劃
2015年8月，港鐵向城規會申請，就項目進行修改，包括停車場由地庫2層加深至地庫4層、原本停車場位置改作專上院校、近城門河位置的商場戶外廣場亦取消和更改緊急行車通道佈局。唯公開文件只有文字交代，沒有公佈規劃圖則。住宅範圍提供3,090個單位，樓高50層。

## 項目

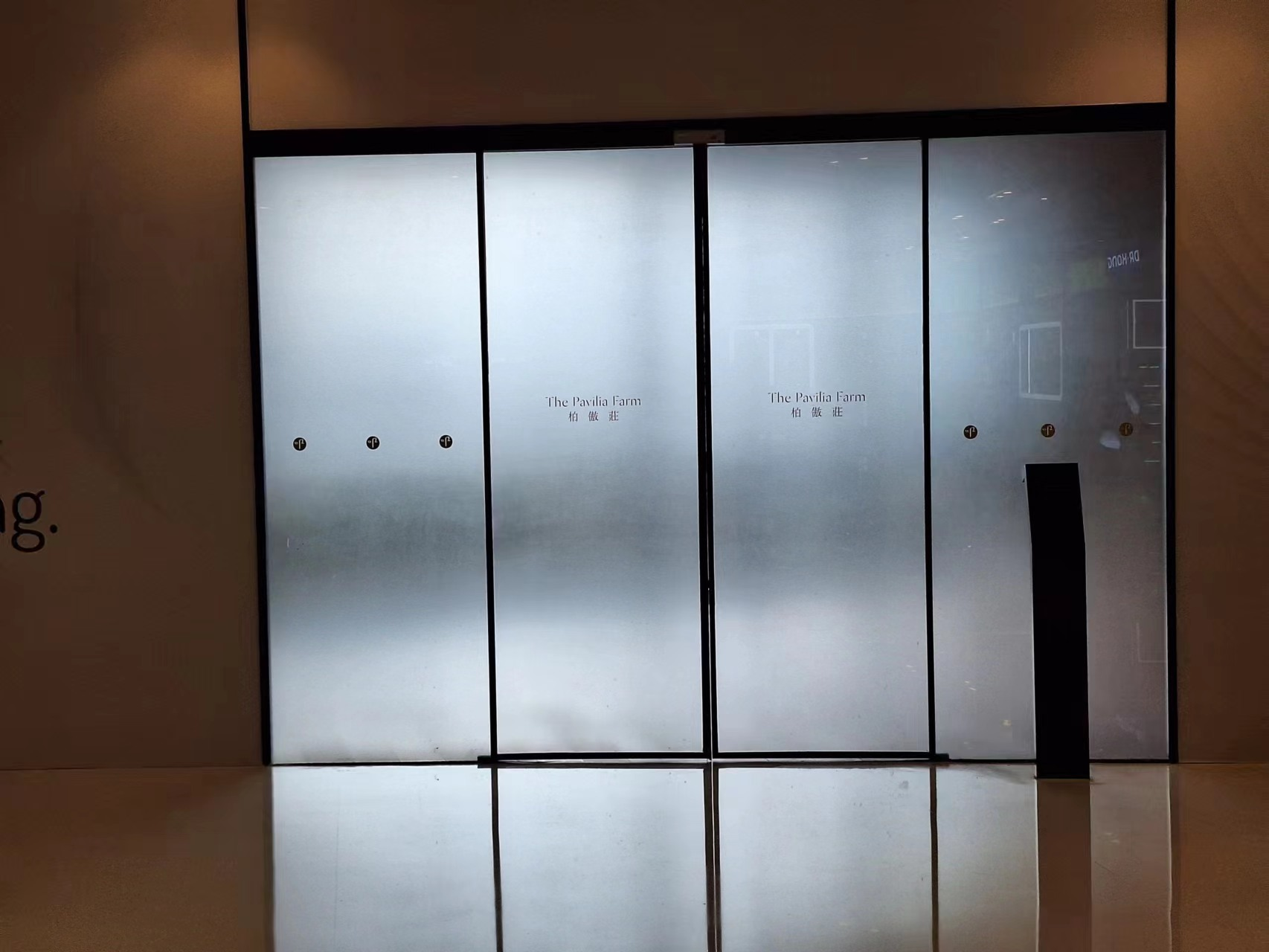
位於圍方商場5樓的柏傲莊住宅入口

項目分為3期發展，第1、2期分別提供約800個及1400個單位，主打實用約500至700餘方呎的2至3房單位為主。其中2期設216個實用面積僅178平方呎的開放式戶，1期最細則為1房戶，最大戶型是實用逾千方呎的4房戶。
所有樓宇均採用迅達集團提供的升降機。

### 第1期

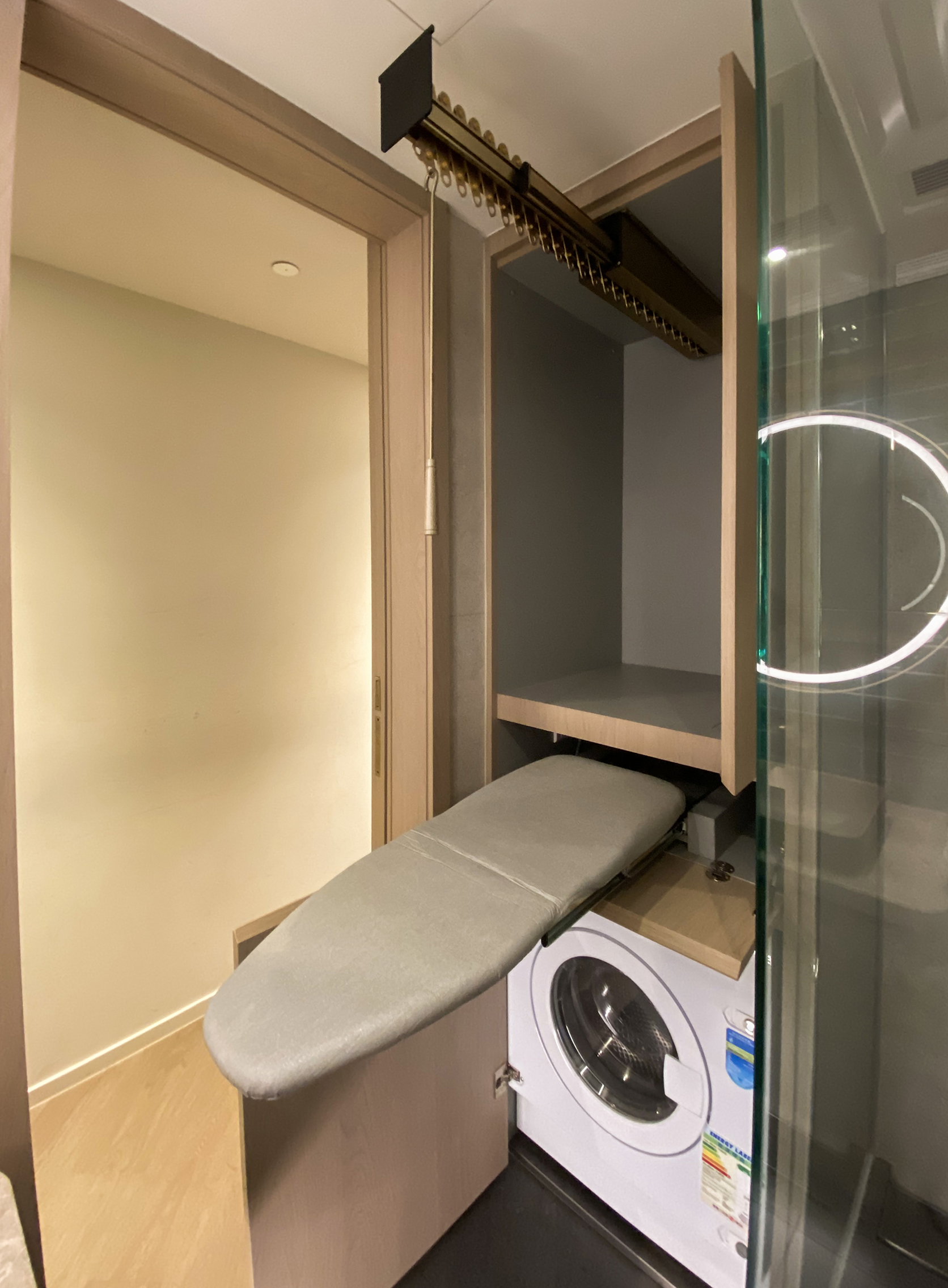
浴室設三合一多功能洗乾熨組合

第1期為第2-3座，分別樓高47層及48層，每幢大廈再細分為A、B兩座，合共提供783伙單位，實用面積介乎278至1,383平方呎。提供一至四房，包括1房1廳、2房2廳、3房2廳（連套房）、3房2廳（連套房）及多用途房、4房2廳（連雙套房）及工人套房加多用途房等。單位主要景觀以內園和望向新翠邨為主。高層才享有開揚山景。而單位內的交樓配備多個專利設備，廚房中間的牆身設新磁石配件，住戶可按自己的喜好，將吊架、計時器及收納筒等擺放不同位置。而浴室設方便小朋友使用的面盆櫃小平台和三合一多功能洗乾熨組合。首張價單提供最高20%折扣，1房折實後最平628.9萬起，2房低層折實樓價914萬至932.4萬，3房折實後1,108萬至1,993.7萬。
發展商在10月10日開放示範單位，排隊人龍達逾千人，圍繞商場至愉景新城天橋，告示牌指預計最長等候時間達8小時。著名電台主持人車淑梅亦有到場，打算選購予兒子，形容難抽如六合彩。到10月11日，市場反應熱烈。示範單位在早上11時開放後，半小時已經停止排隊安排。人龍由商場排至南豐中心，並圍繞愉景新城天橋和地面。該區區議員曾向警方報告，指人流阻塞商場通道，警員一度到場監察。截至10月12日晚上，已收逾10,000票，以首推180伙計算，超額認購55倍，以首3日認購登記來計，為今年新盤同期最多。首輪銷售最後錄得超過2.27萬個登記，成為1997年後的新票王，以開售391伙計，超額認購逾57倍。項目在10月17日開售時，以大手買家為主，斥2,000至3,000萬元購入三伙或以上單位。最大手買家更涉資5,748.8萬元，一口氣掃入四伙三房單位。據了解，買家中八成為用家，兩成為投資者。項目首批單位極速沽清後迅即加推，並只用了4天便沽清。發展商隨即公布開售第2期。
第1期原定預計關鍵日期為2022年9月30日。不過到2022年8月中，發展商指項目將會延期入伙，到同年12月5日獲批滿意紙。

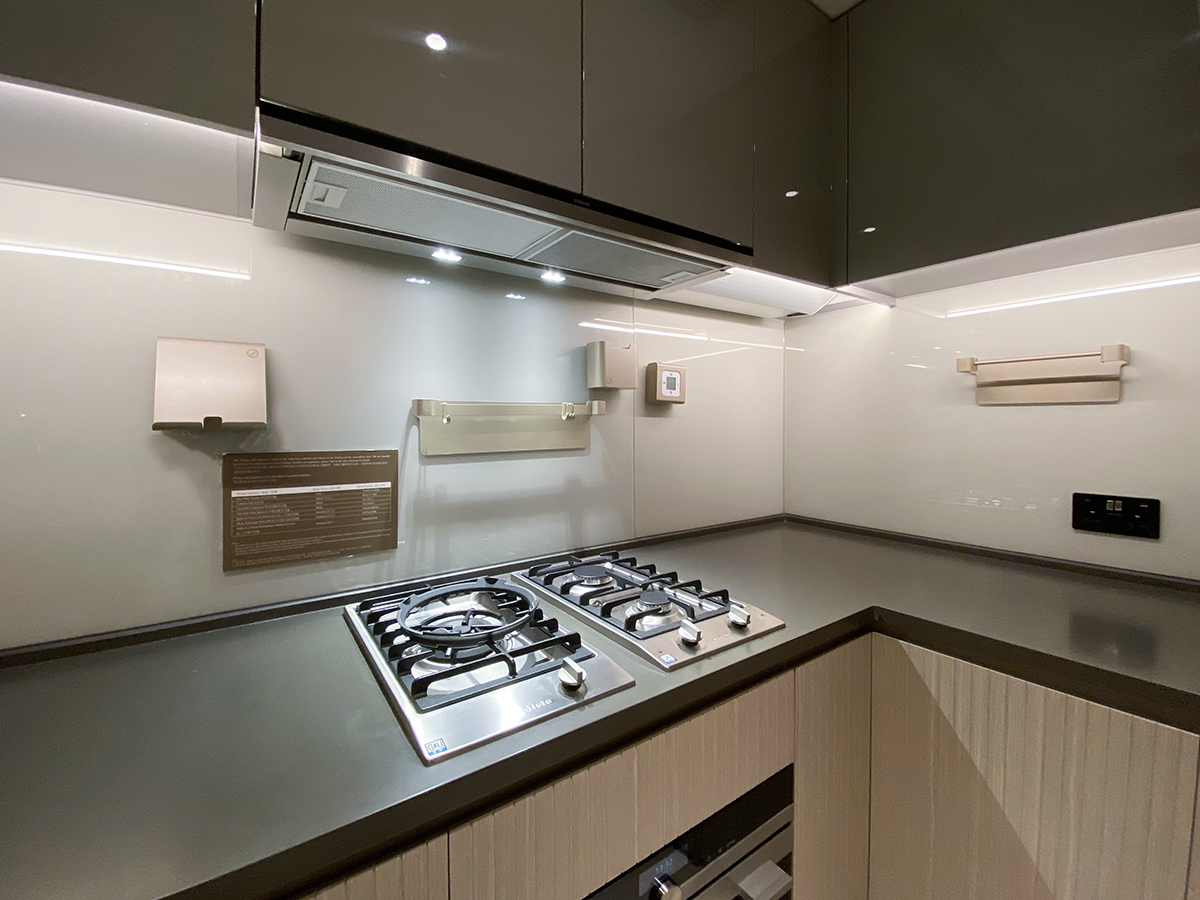
廚房的牆身設新磁石配件，住戶可按自己的喜好，將吊架、計時器及收納筒等擺放不同位置
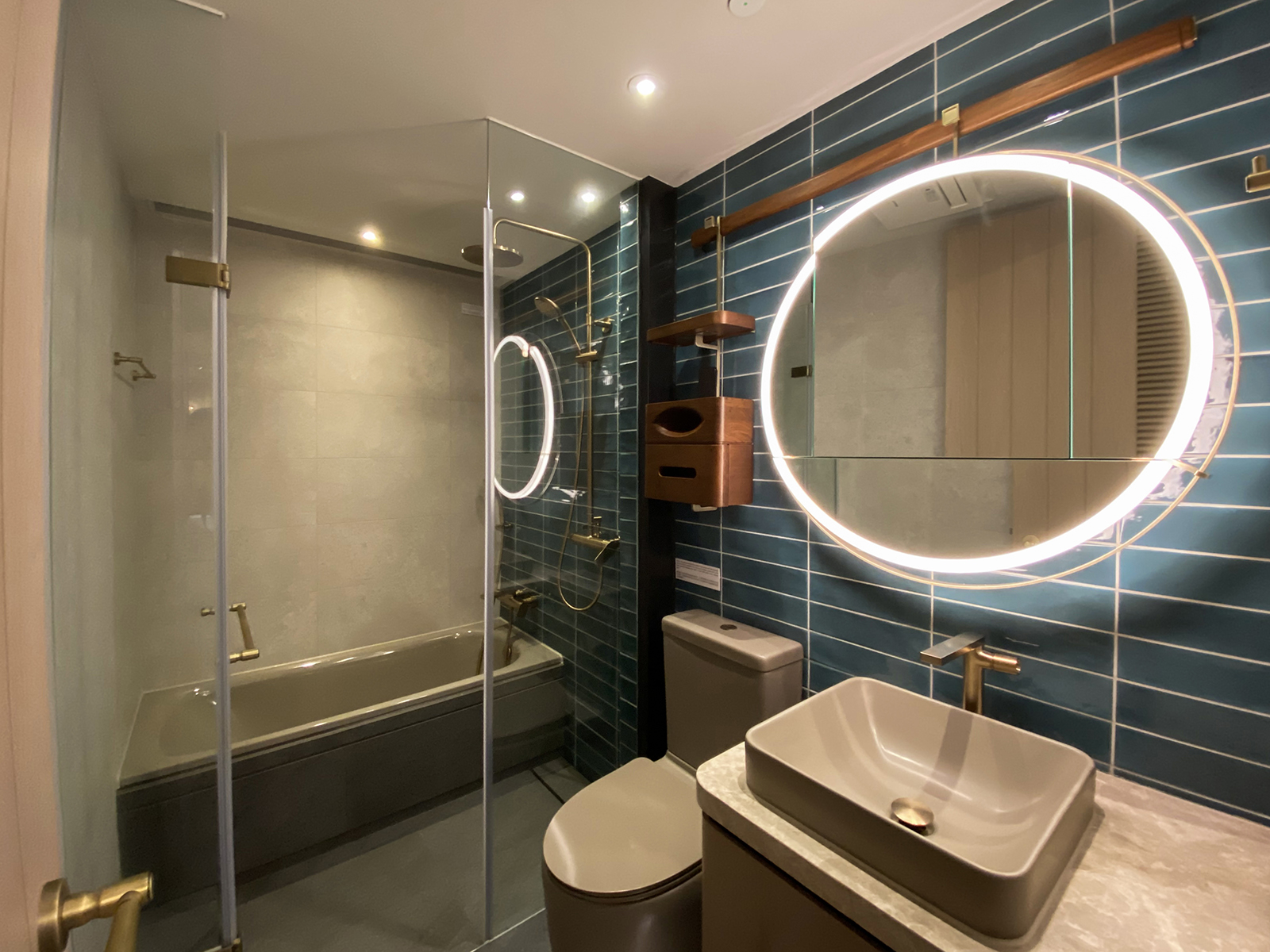
浴室附有多項設計，包括洗手盆位置配備多功能鏡櫃、無線充電座及音樂擴音器
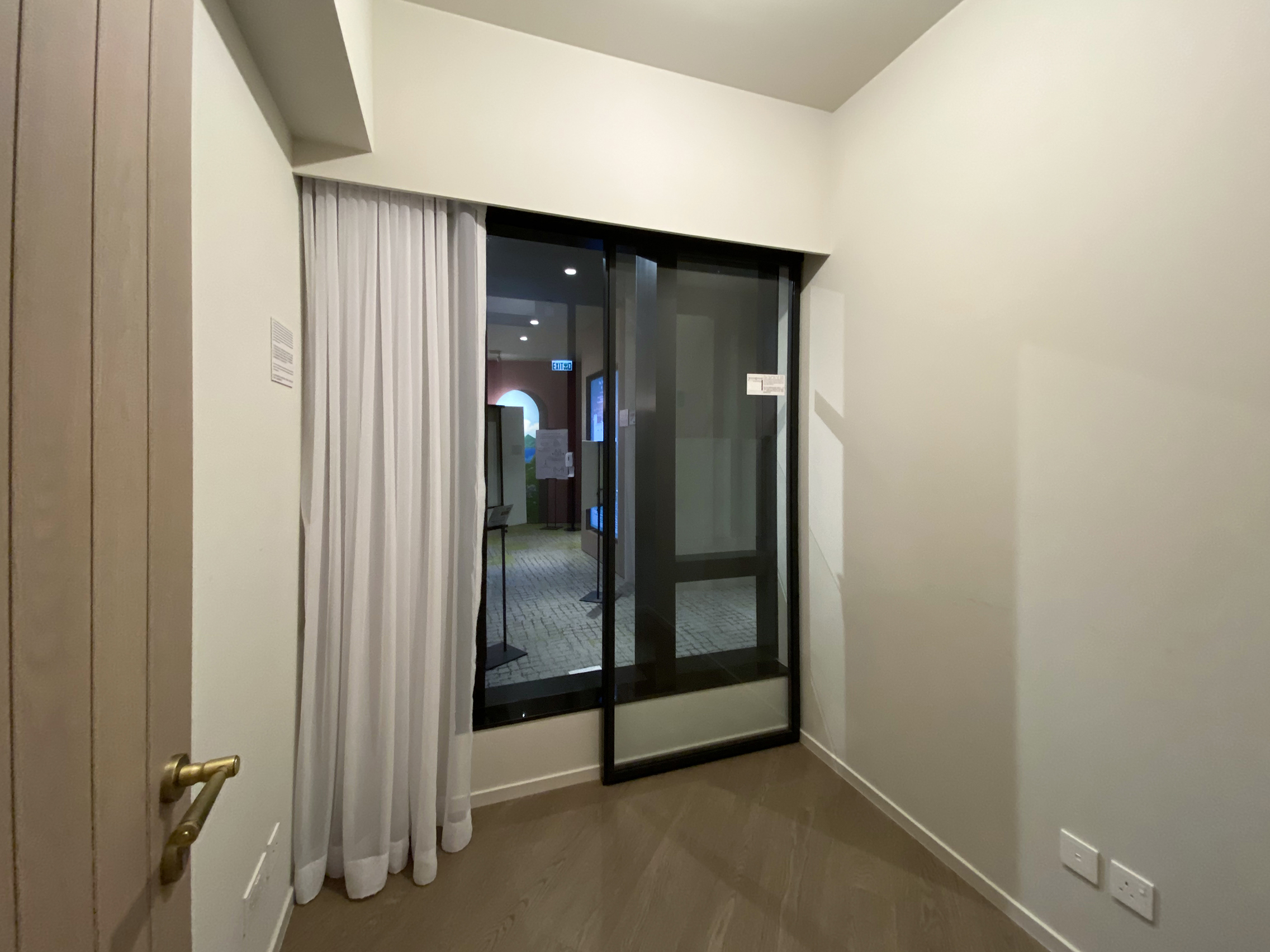
部分單位睡房設隔音窗
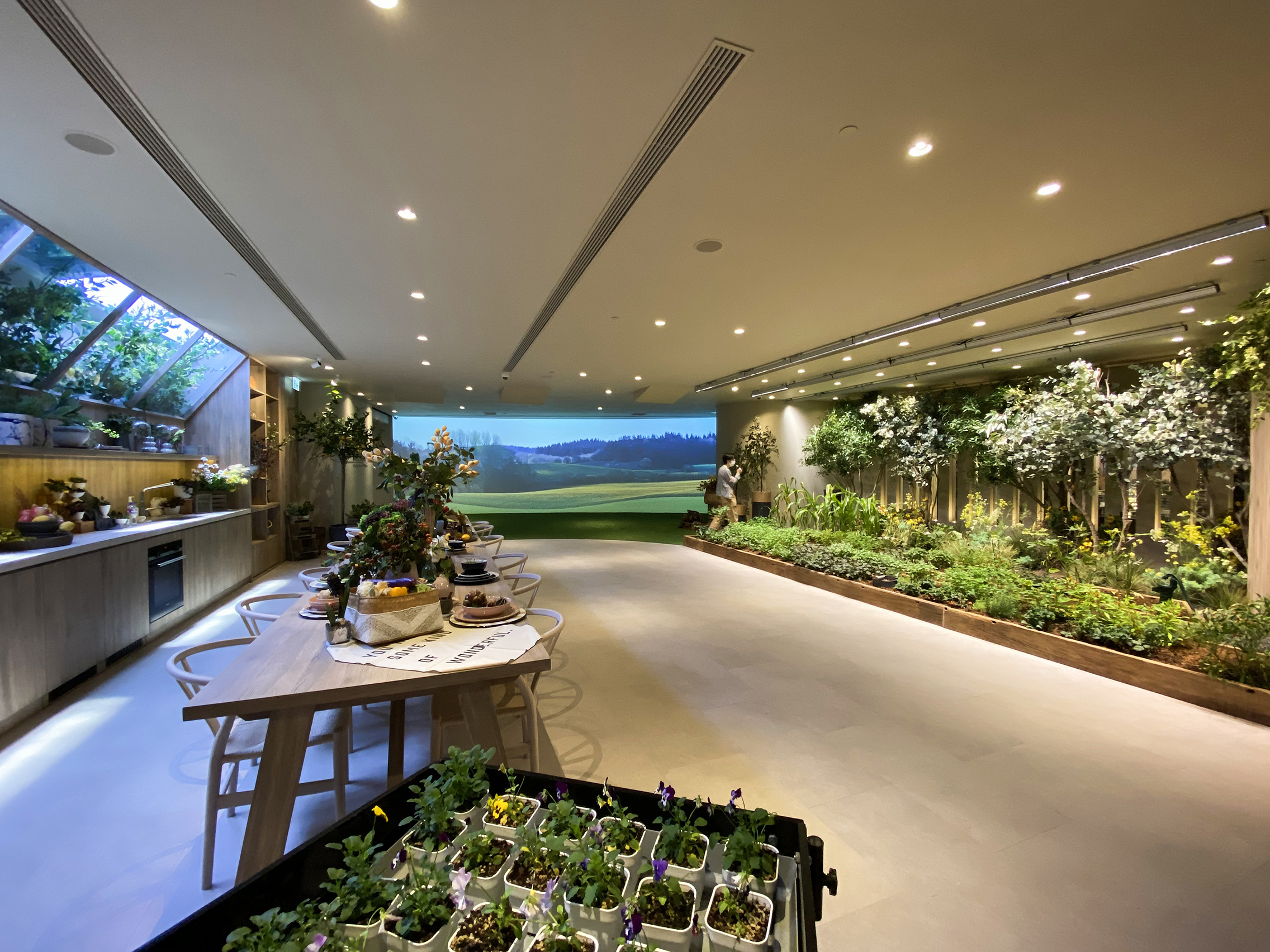
示範單位模擬農莊的概念

### 第2期
第2期為第5-7座，全部樓高57層，除了首設264平方呎開放式戶型外，其餘單位均與第1期樓宇間隔相若。景觀方面，由於層數較高，除了內園及大圍區內樓景，部分東北座向高層單位更可眺望馬鞍山，而少數向南極高層單位甚至可遠眺港島西高山。項目在2020年11月7日開售，涉及337伙，反應非常理想。到月底已經累售1,347伙，佔項目約九成，套現約154億元。新世界發展執行副主席兼行政總裁鄭志剛表示，項目在疫情下能夠創造佳績，反映市場對優質樓盤非常渴求。另外，有一房特色戶以以1043萬元，實呎逾3萬元售出，創新界區一房呎價新高。
第2期原定預計關鍵日期為2022年11月30日。不過到2022年8月中，消息指項目將會延期約兩個月，到2023年2月4日落成。

### 第3期

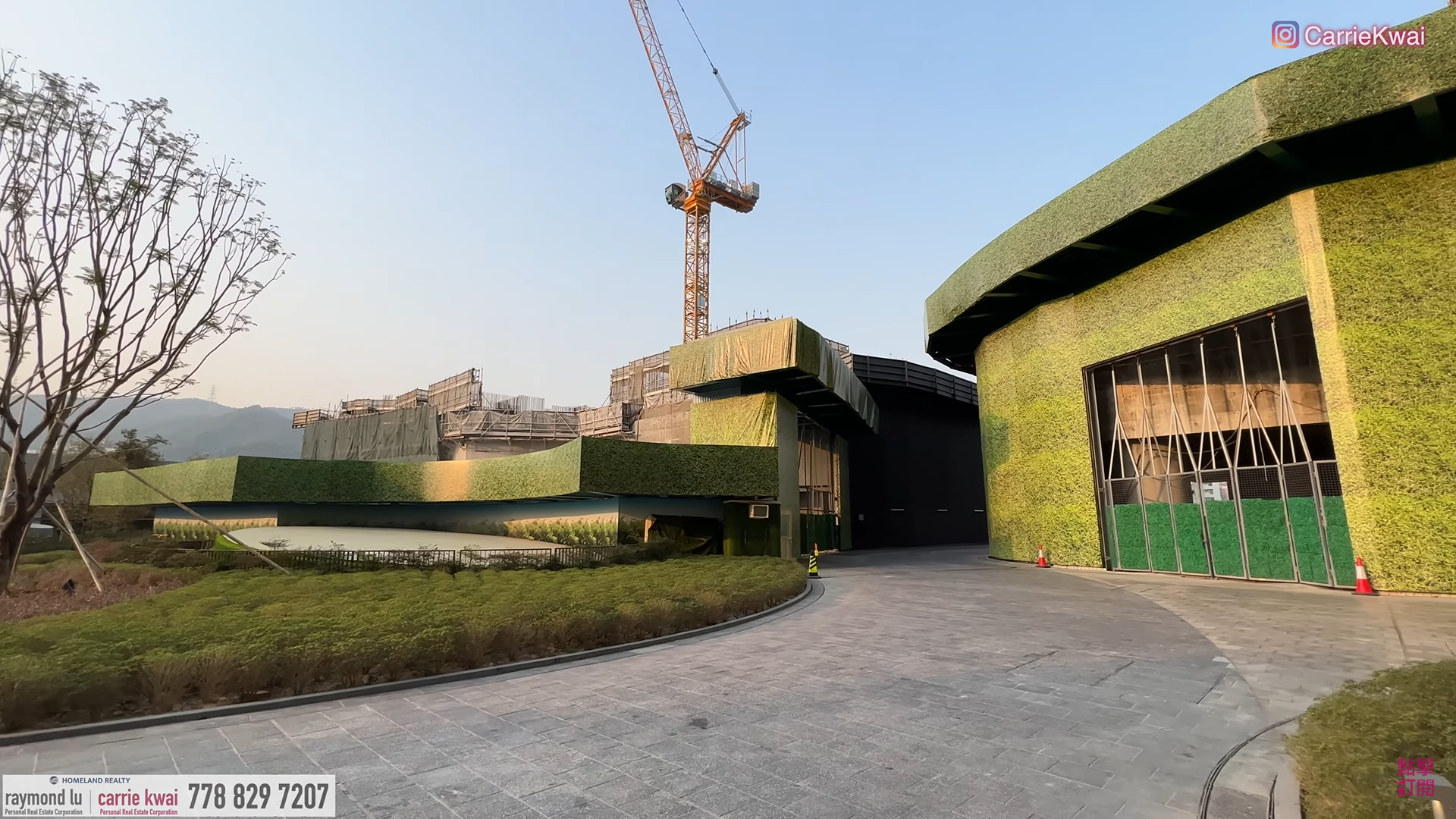
已經拆卸完成的第三期（2023年3月）

第3期由2幢住宅大樓組成（第1座和第8座），提供892伙單位，戶型涵蓋1至4房。三房和四房單位將享有開陽城門河景觀。而當中1A座樓高57層，1B座只有47層。第1A座55至61樓A室更採用大宅設計，佔地1676平方呎，附設123平方呎露台，只有7伙。第8座8至39樓採用1層12伙設計，到41至61樓主要提供佔地1200平方呎的大單位。而8B座C室提供工作間和超迷你三角形儲物室。而所有4房2套間隔及絕大部分特色戶的客廳特設ArtiSaloon藏酒間，並備有小吧枱、Miele的咖啡機、嵌入式酒櫃、嵌入式雪櫃連冰箱及食物保溫櫃等。發展商提供3款顏色的主題飾面讓買家選擇。而露台設L型軌道露台門，發展商正申請專利。項目將於2021年6月5日進行第一輪推售，第一輪入票數目逾2.7萬票，超額認購逾80倍，再次成為1997後票王，同時亦超越柏傲莊1、2期首輪入票數目逾兩成。同年6月30日，1A座62樓A室4房連天台特色戶，透過招標以7,650萬元售出，呎價逾4.5萬元，創新界分層式住宅呎價新紀錄。
不過到2021年7月6日，新世界發展向港鐵及屋宇署通報，第1及8座部分牆身結構的混凝土未達標，最後需要拆卸重建，多個業主取消交易。到2022年8月，已經有226宗取消交易，佔全盤已售出單位的27%。而發展商表示未有最新關鍵日期。
2022年8月26日，新世界確認大圍站上蓋柏傲莊III最新預計鍵日期為2025年3月31日，即較樓書原定預計關鍵日期2023年6月30日、累計延遲21個月。項目於2021年7月公布，因建築質量出問題而須拆卸重建，及後一直暫停銷售至今，並累積約229宗取消交易個案，涉銷售總值料約37.5億元。新世界回應本報查詢指，已接獲承建商最新匯報，第3期拆卸工程已接近完成，惟工程期間為保障鐵路安全，部分工序及緩解措施，需安排於夜間進行，同時受新冠疫情、惡劣天氣等影響工程進度；鑑於上述原因，項目認可人士經評估後，確認項目第3期最新預計關鍵日期為2025年3月31日。
新世界表示，相關的補充協議，已獲政府審批。值得留意，上述最新公布的關鍵日期，未計算日後惡劣天氣等因素，故預計關鍵日期有機會再作修訂。

## 設施

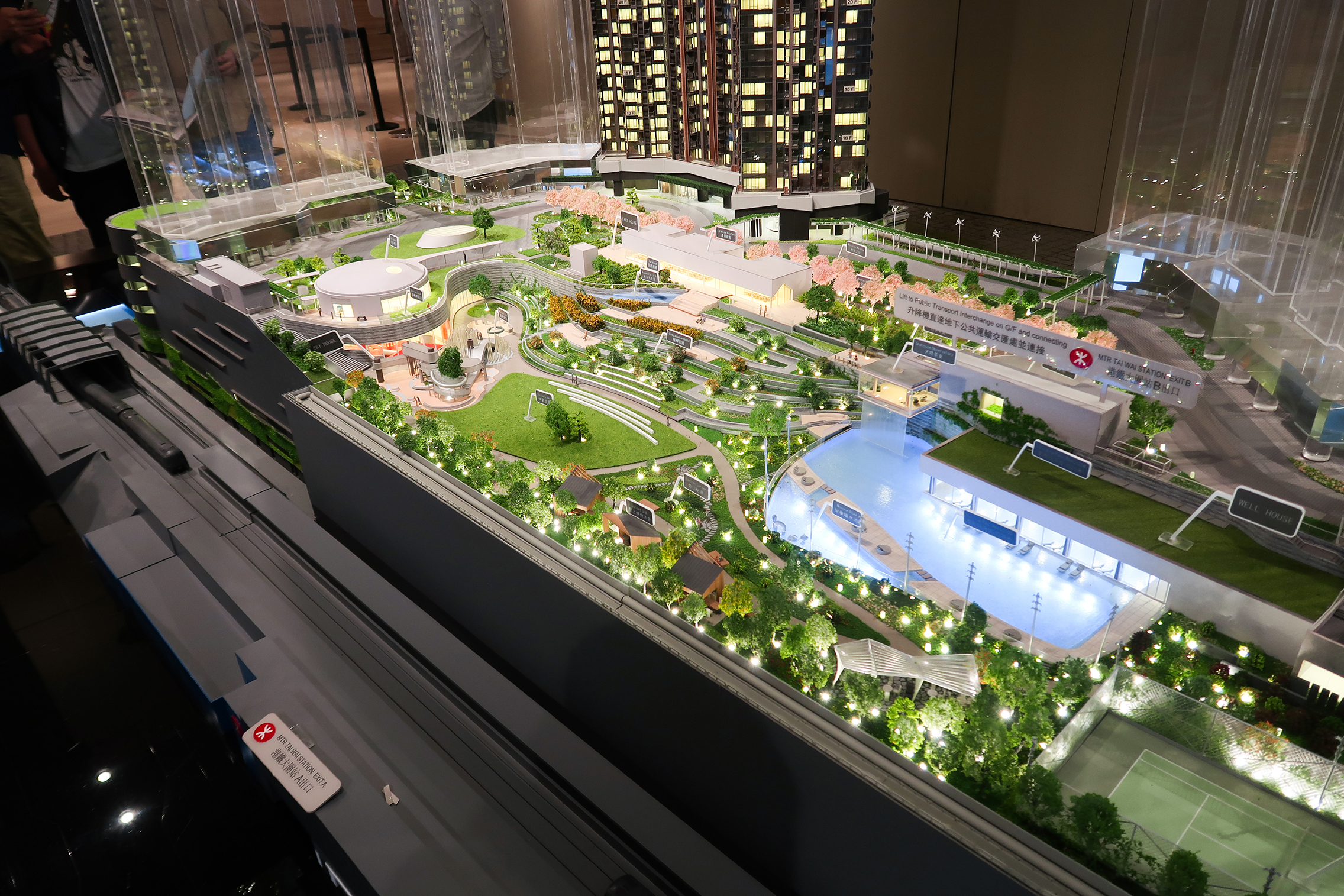
平台設施模型

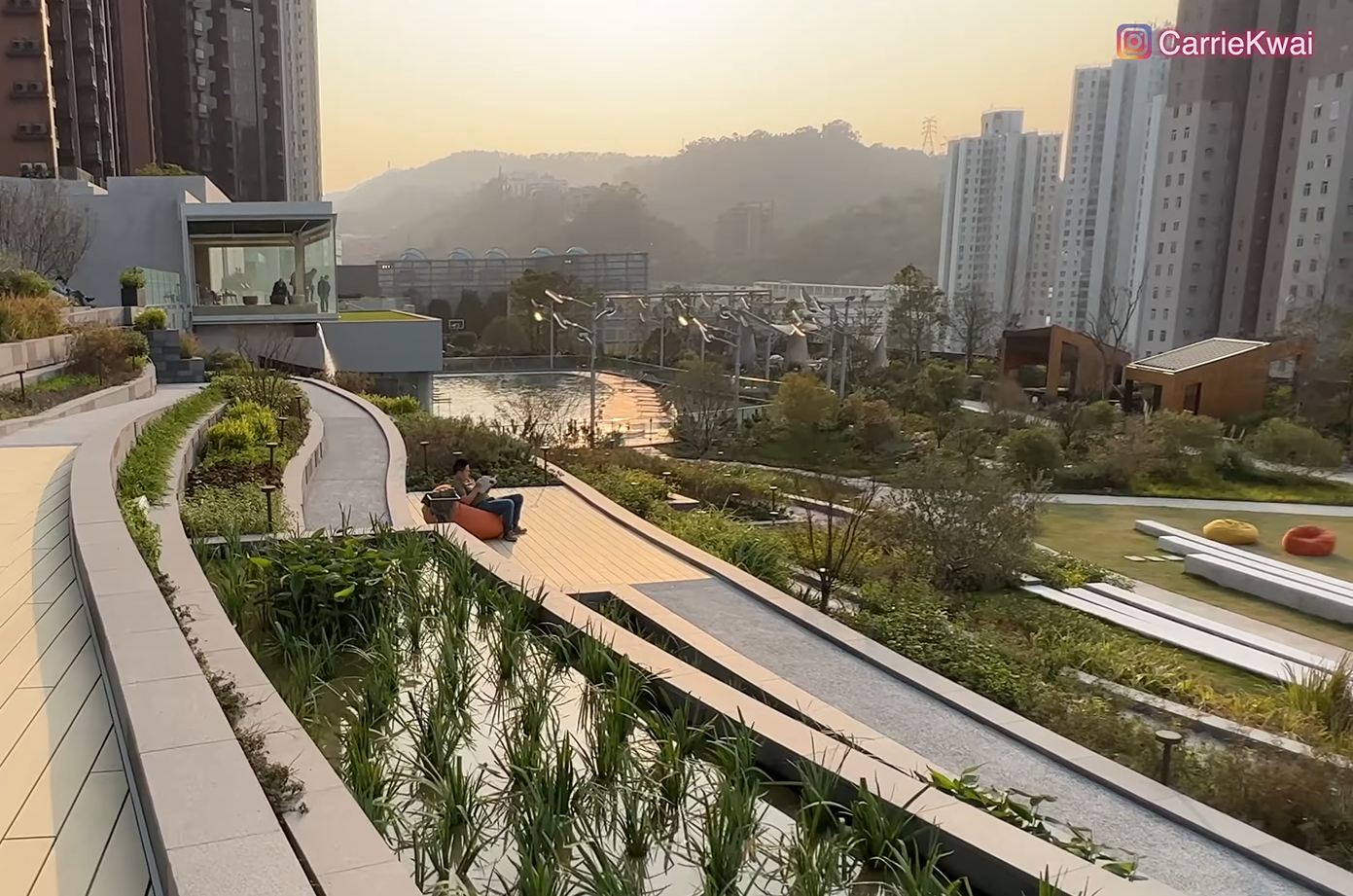
園景區採用階梯田園設計

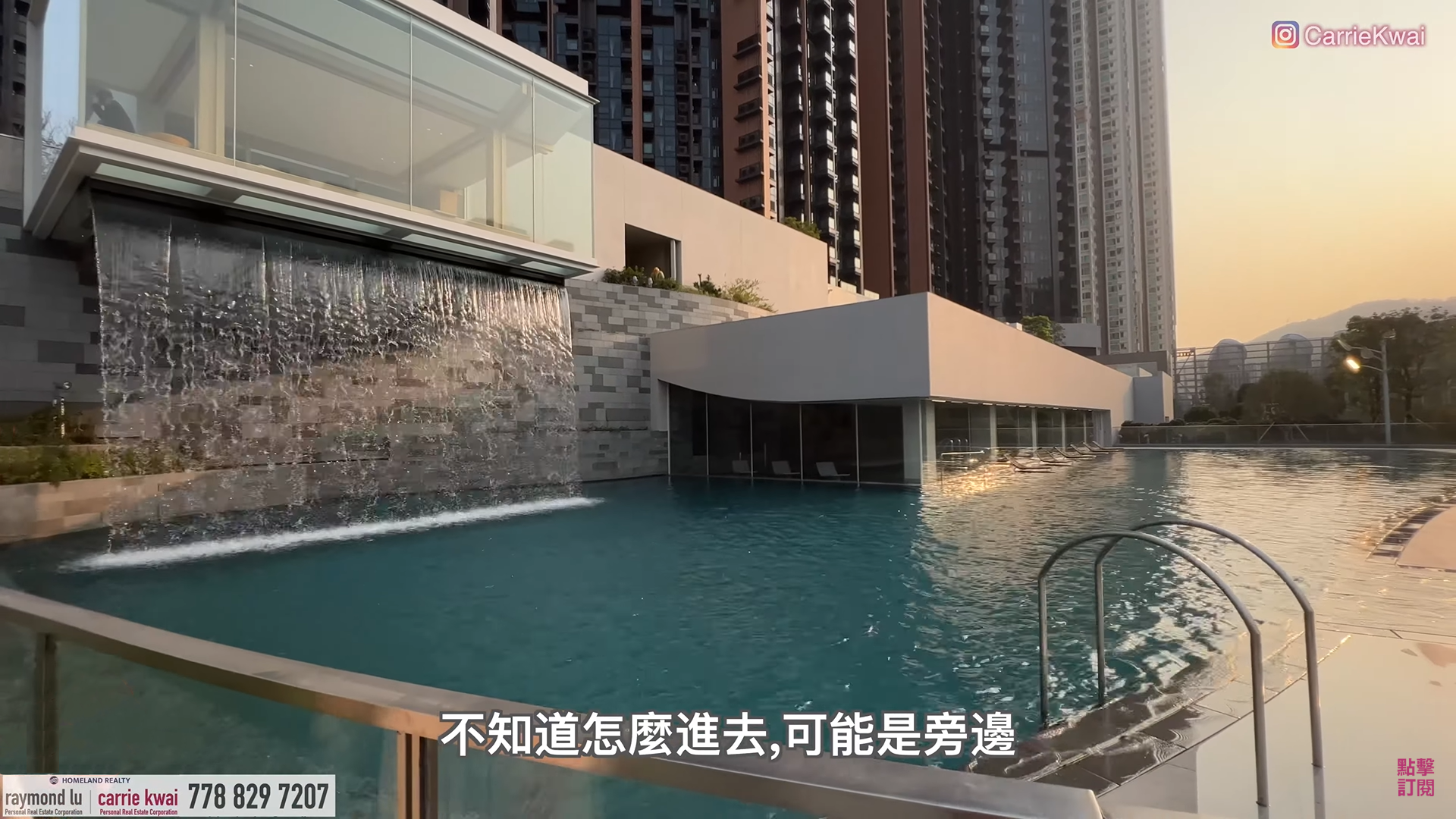
戶外25米泳池

設施分布在5樓及6樓，項目其中一個賣點是各幢住宅的空間、戶外範圍和住客會所有大量綠化設計元素。
項目設有面積約約28萬方呎住客會所「FARM PAVILION」，設有三大主題建築，分別為供住客進餐的Farm House、引入長幼共融概念的Sky House及提供運動設施的Well House。會所設施由來自挪威的斯諾赫塔建築事務所設計、園境範圍由日本設計師Ohtori負責。設施包括戶外25米泳池、約50米室內泳池、桑拿室、蒸氣室、大型兒童遊樂區、網球場、半邊籃球場地、天幕羽毛球場、健身室、水療中心、瑜伽觀景台和老人會所等設施。室外游泳池附近另設天際茶室。
另設佔地約96,295平方呎的園景區供住客休憩散步，並設大草坪、魚米共生圈、可供住戶種植的階梯田園、以及芬蘭建築設計公司Avanto及香港設計工作室Daydreamers設計的野上燒烤木舍。6樓平台設鈴木花道，兩旁種有鈴木花樹，供住戶欣賞。往地面的大堂外設靜觀池。

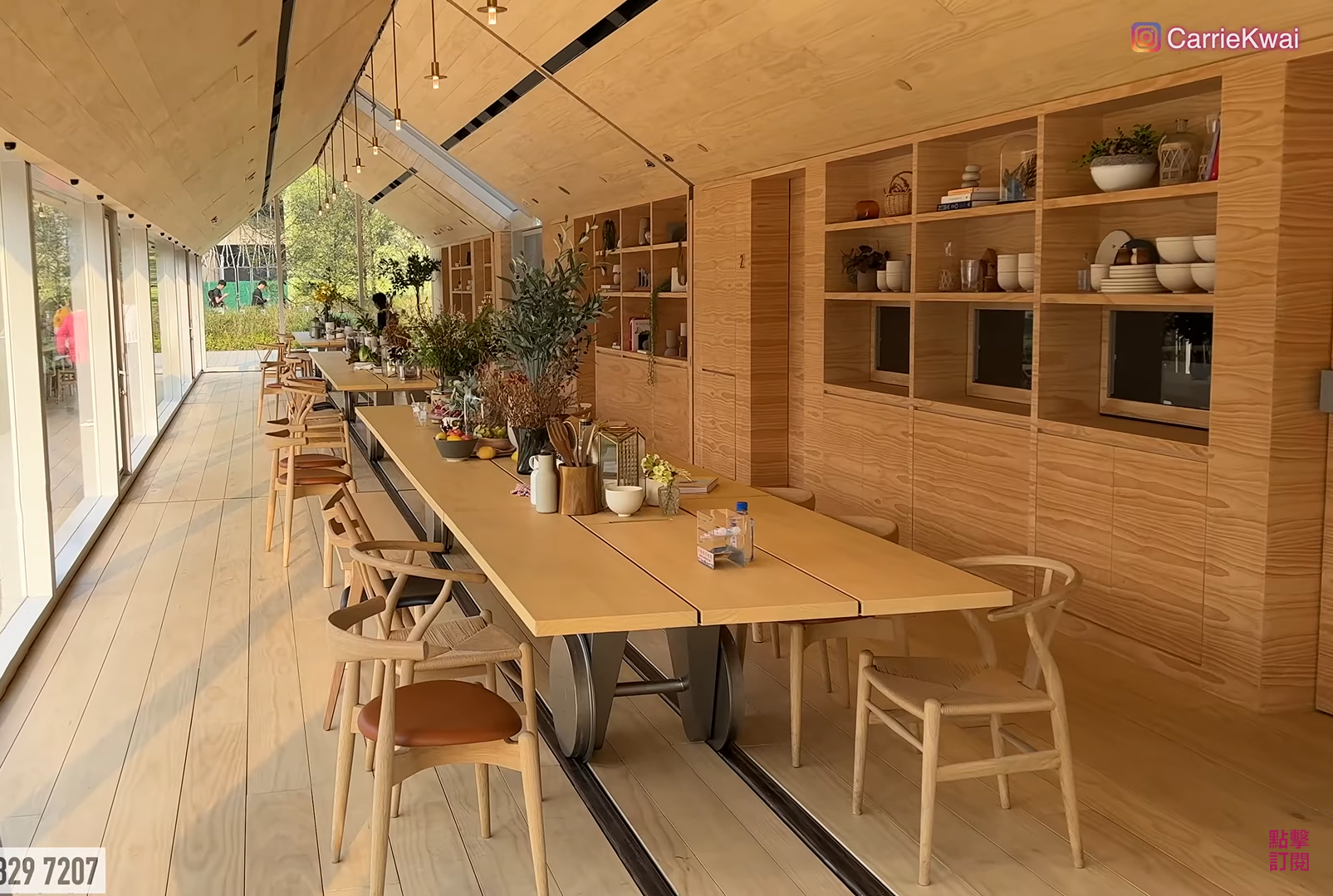
Farm House
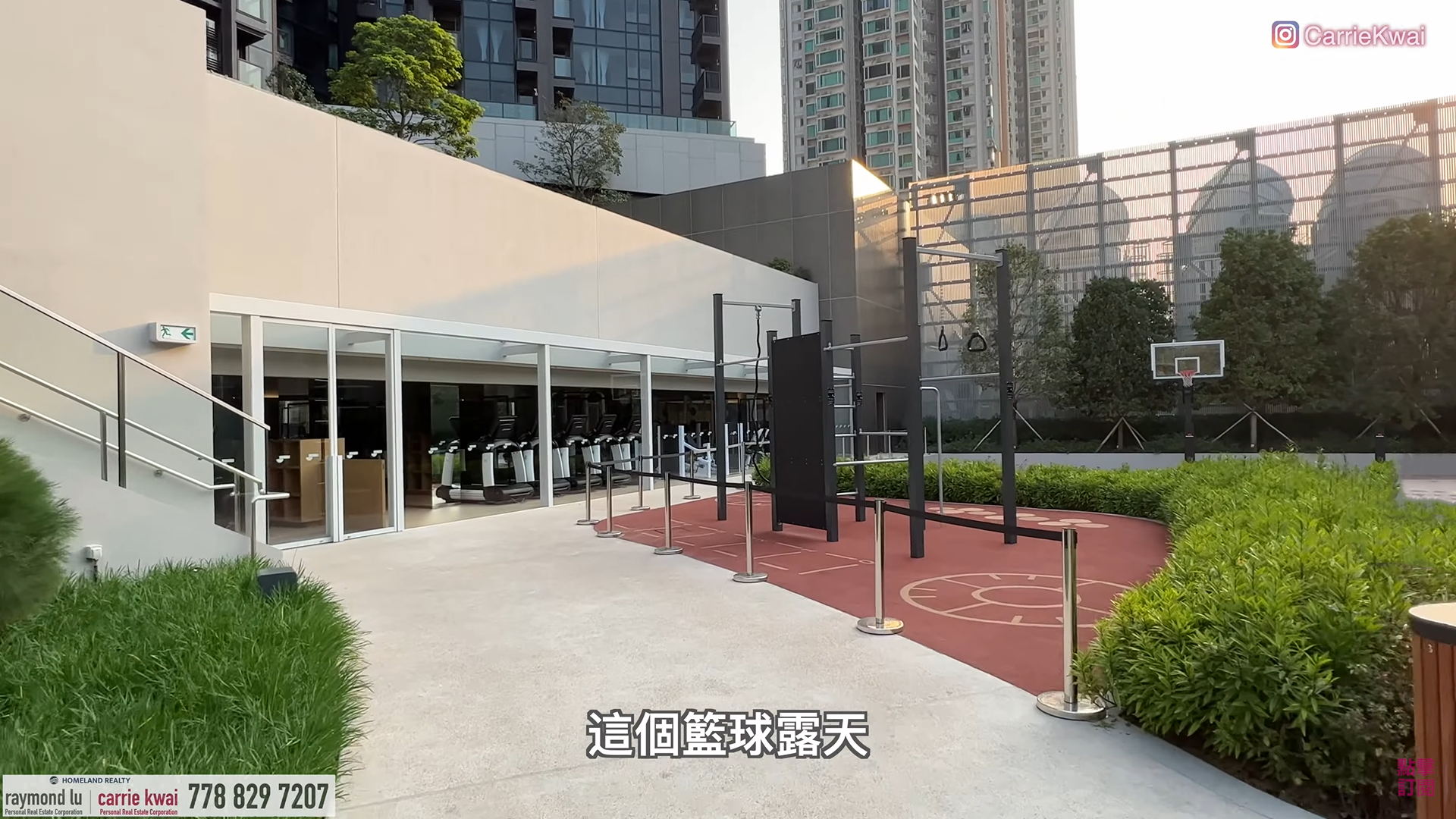
戶外健身區和半邊籃球場地
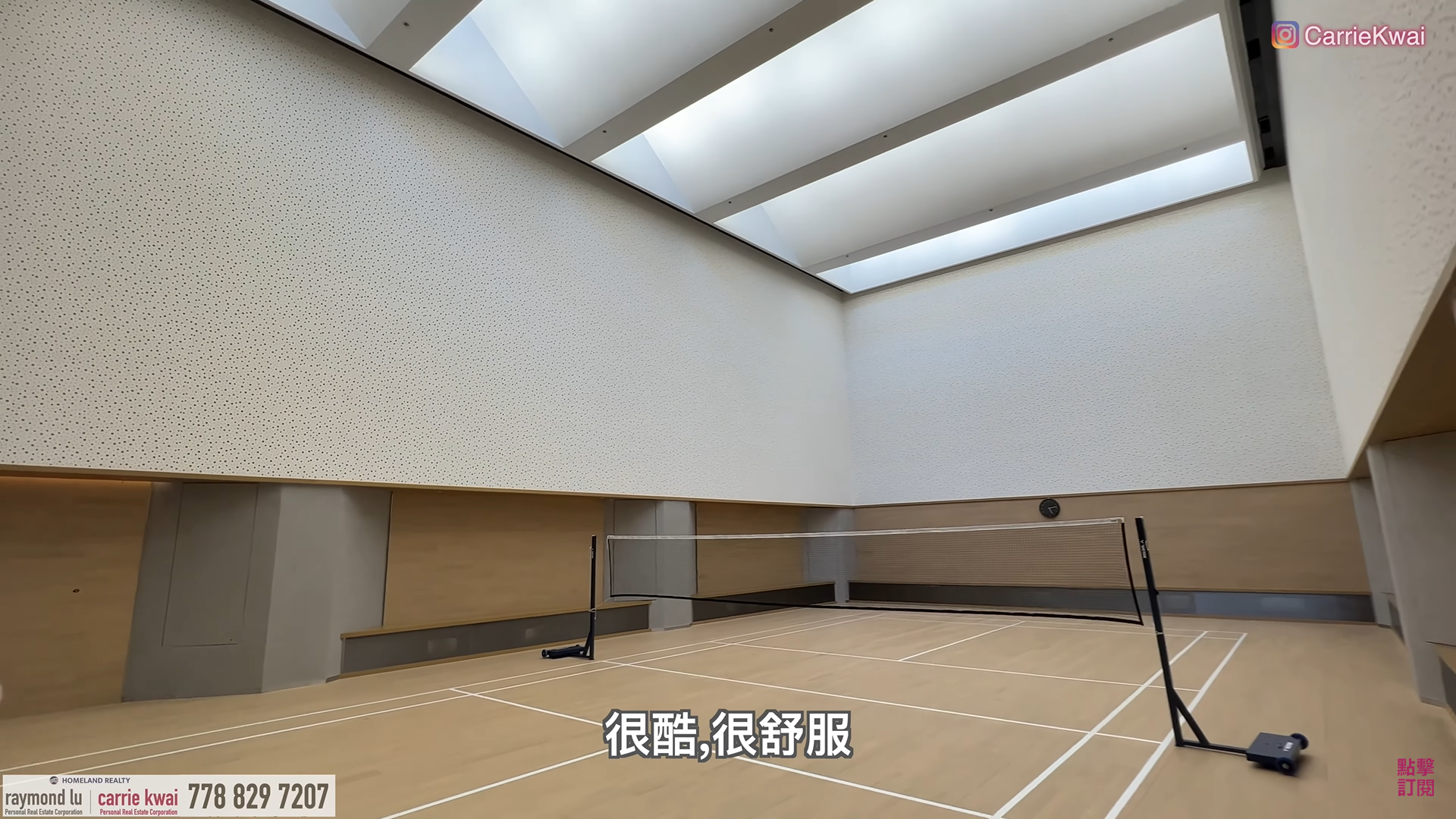
天幕羽毛球場
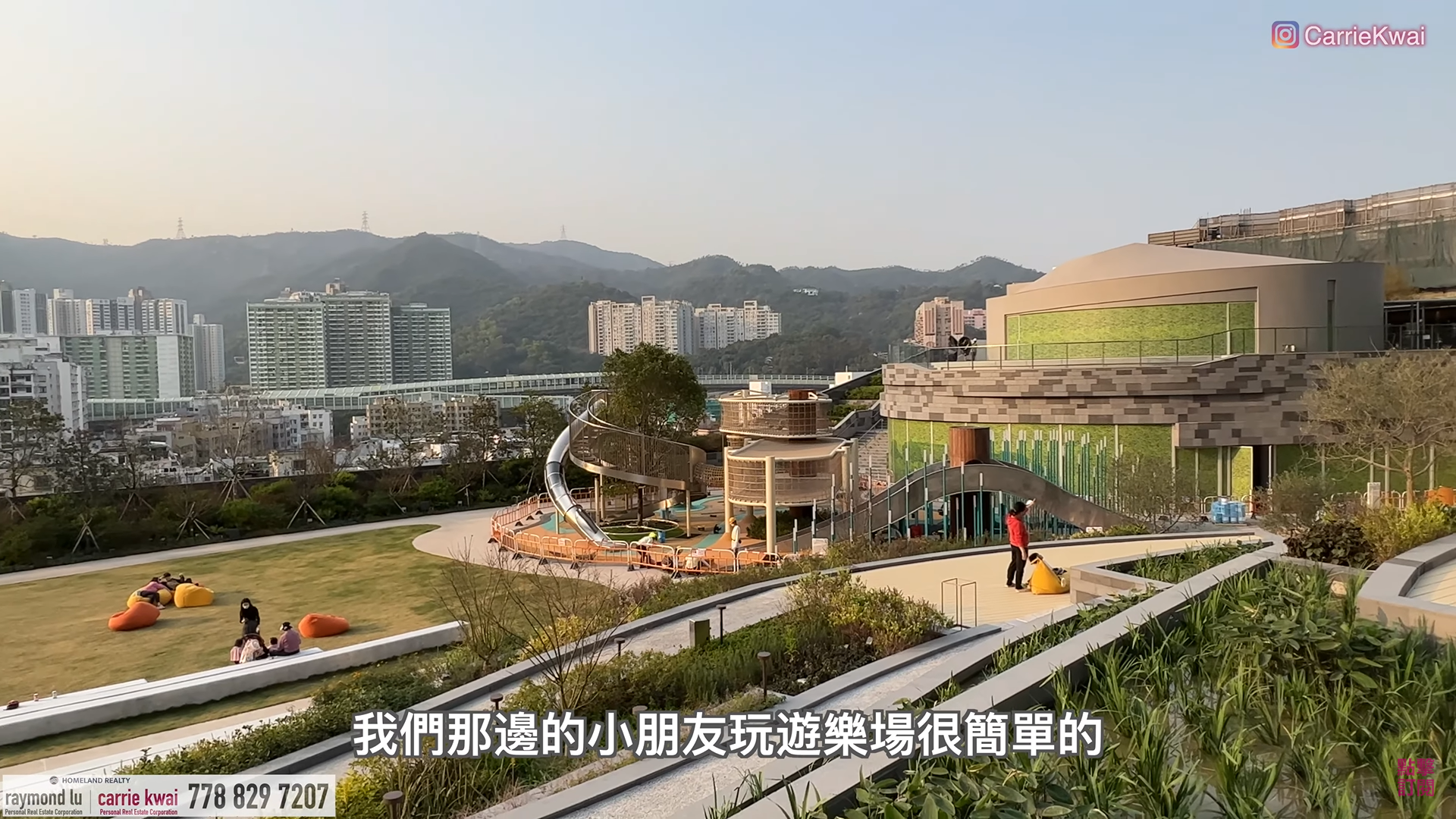
興建中的兒童遊樂場
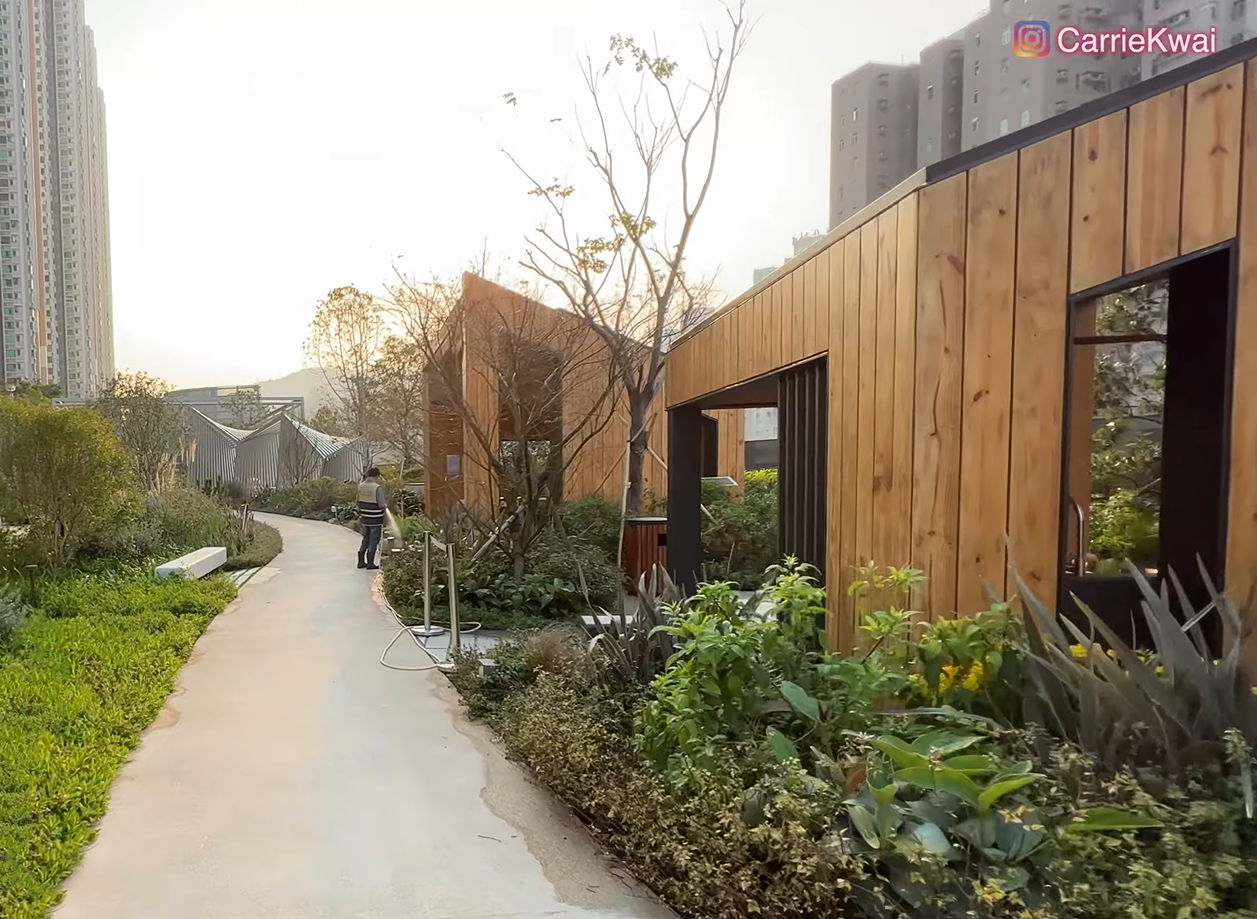
野上燒烤木舍
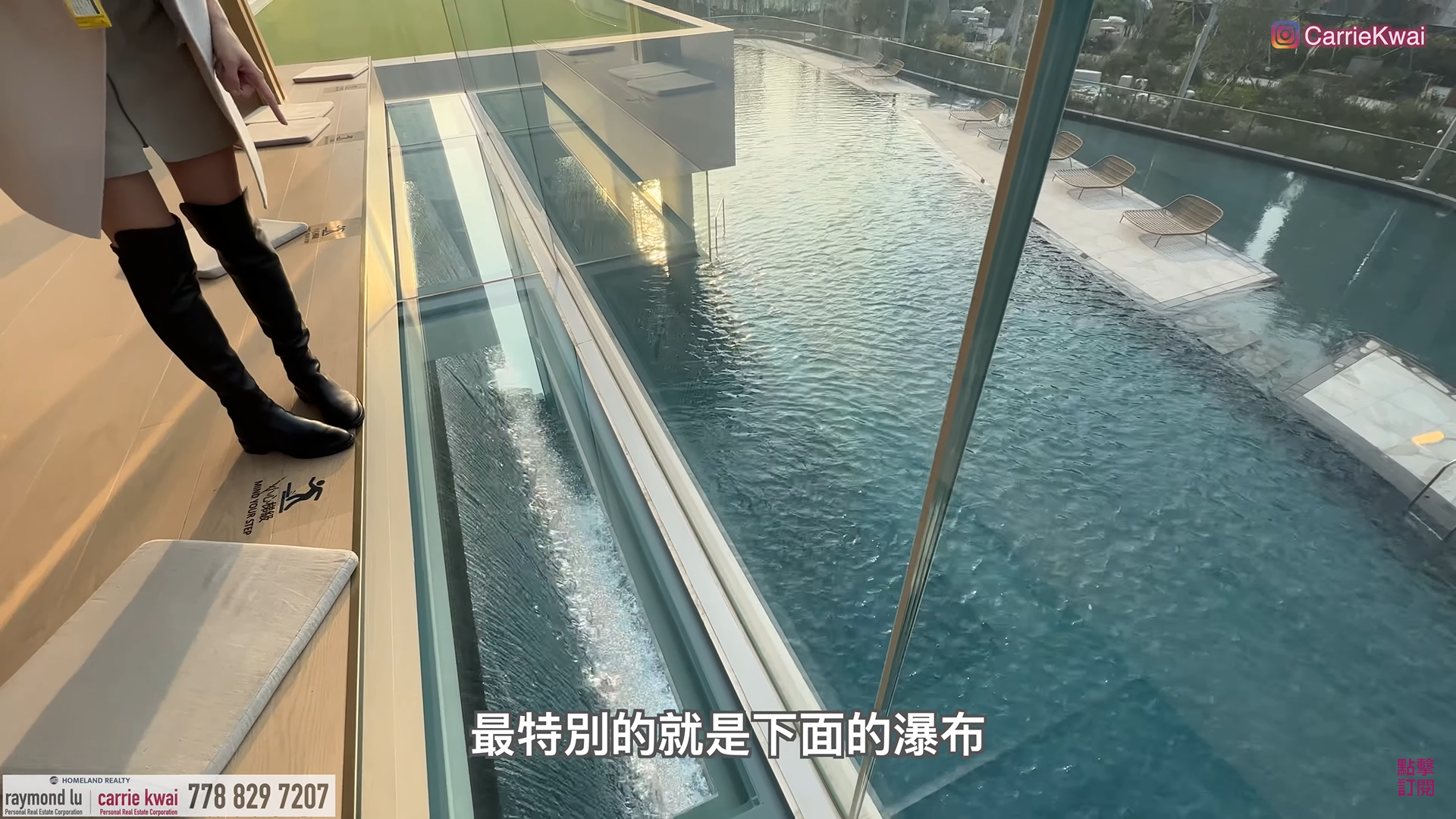
天際茶室部分地面採用玻璃設計

## 商場

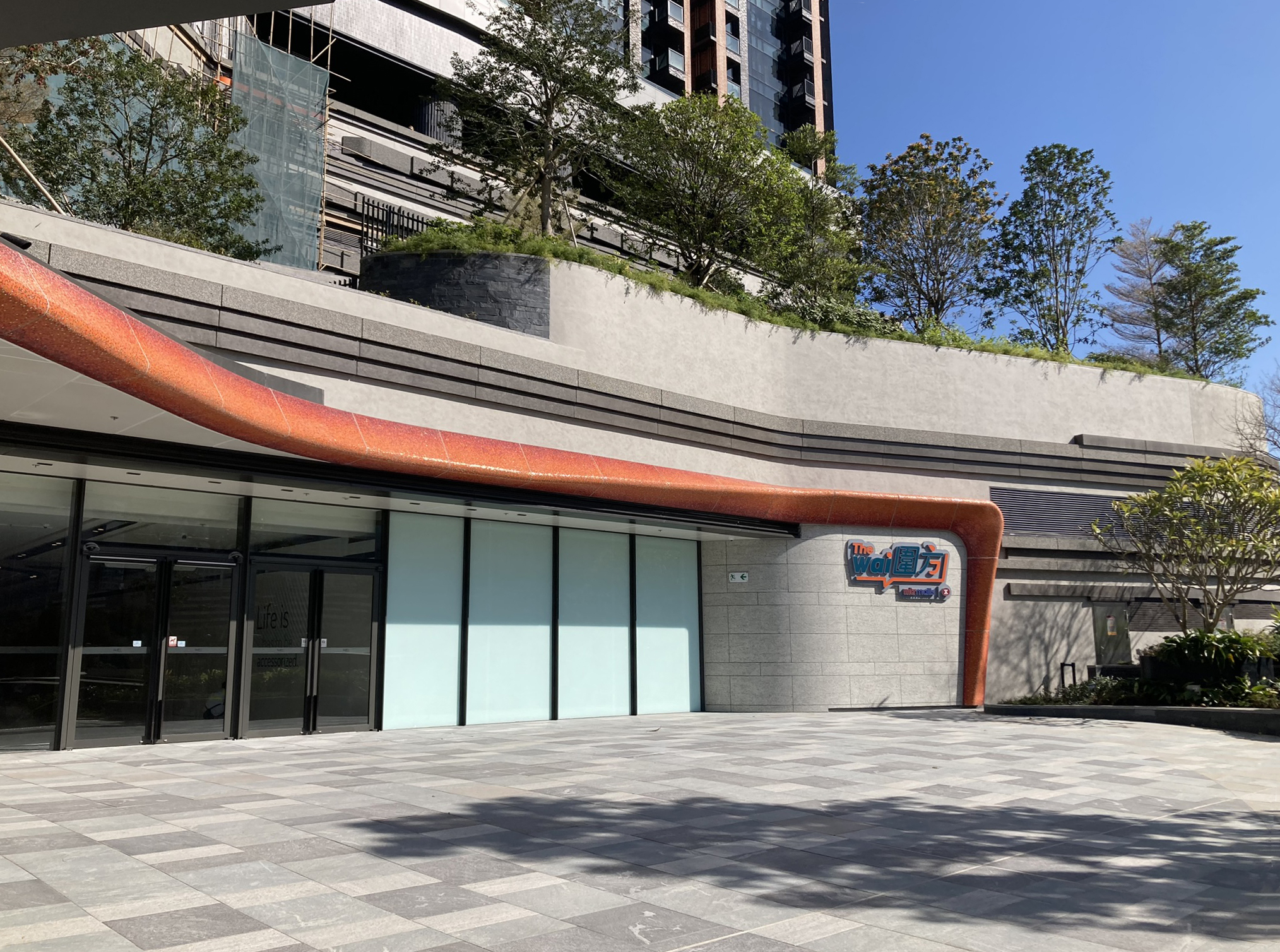
圍方2樓商場入口

基座將設有佔地65萬平方呎，樓高4層，設150間商戶的商場，命名為「The Wai 圍方」，由港鐵獨資營運，興建和管理，在2023年7月22日中午開業，落成後將成為新界東第二大商場。根據公契文件，場內設多個中庭，並有5000呎的表演場地，而4至5樓設6間影院。而停車場提供430個車位。商場1樓將設有1.3萬方呎單車停車場，提供330個單車停車位，為全港最大。

## 公共設施

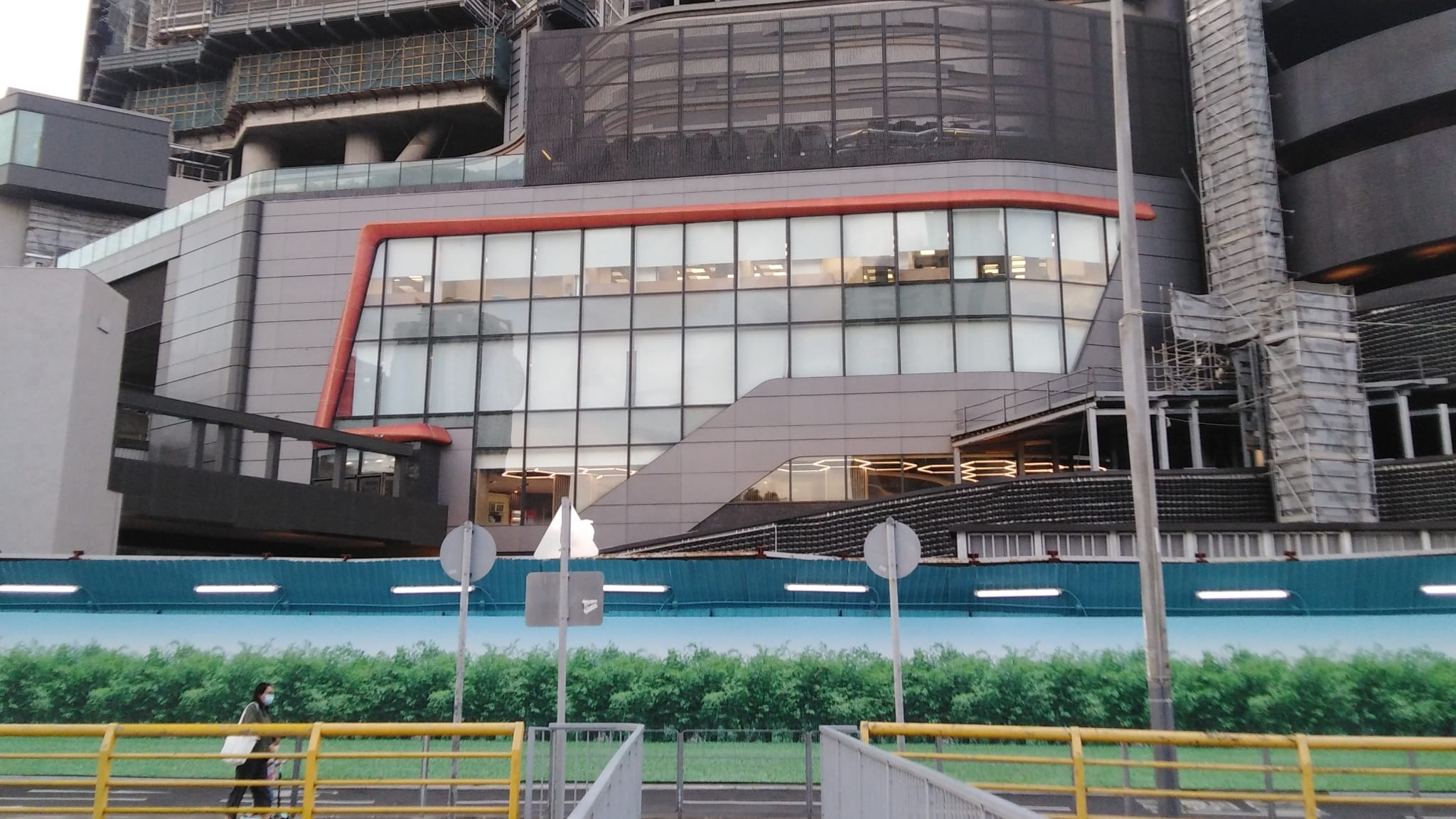
香港伍倫貢學院

柏傲莊設3層15,000平方米物業，作專上學院用途。教育局於2016年9月22日公佈由香港伍倫貢學院獲配校舍。學院樓高3層，可容納約1,700名學生，用地於2020年交付，裝配教學設施後將成為城專永久校舍，主要用作教授副學士課程和學生服務中心。但受到大圍站月台沉降事件影響，該範圍地盤停工達半年，要到2023年才連同第三期樓宇交付。到2022年，校方公佈校舍內設有圖書館、禮堂、演講廳，另有電腦室、工程實驗室、設計工作室、語言實驗室、海事模擬實驗室及社會工作實驗室。同時亦會有舞蹈室、健身室和音樂室。
學院在2023年7月完成工程，不過學校門口將會安裝閘機，學生需出示學生證才可進入校園。
此外，項目內現存的大圍站公共運輸交匯處將予以擴建。

## 相關工程

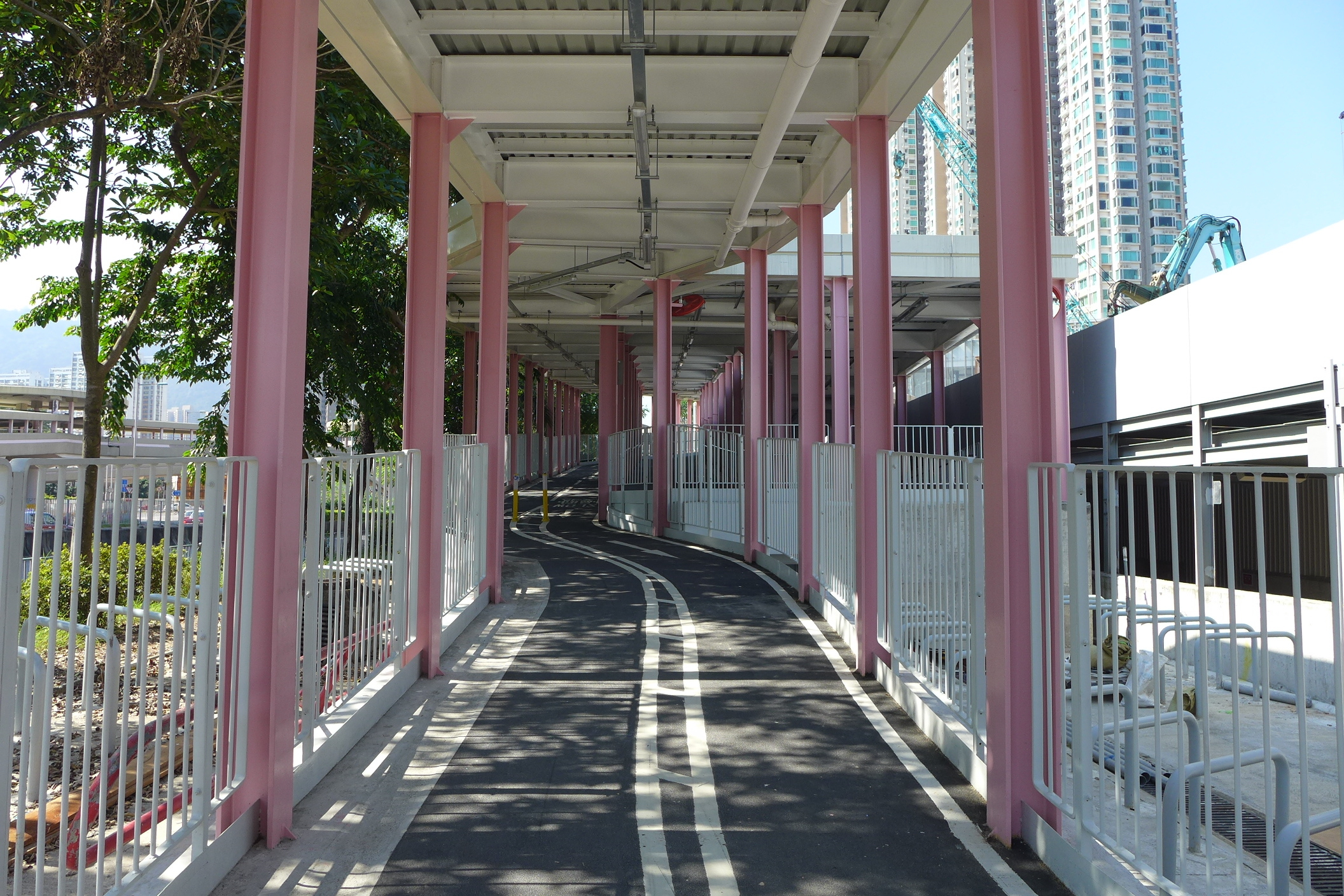
區內的「八爪魚天橋」北翼在2016年拆除，發展商臨時興建了斜道，被網民稱為「粉紅天橋」

為配合大圍站上蓋發展項目發展，港鐵向路政署建議將區內的「八爪魚天橋」北翼拆除，直接接駁天橋至商場第二層。沙田區議員梁永雄、沙田居民權益會代表李世鴻及環保觸覺均質疑當中牽涉「官商勾結」，工程完成之後市民必須經過港鐵商場才可到達大圍站，令港鐵增加商場租金收入。
儘管有關工程資料在2010年11月和12月曾在沙田區議會交通及運輸委員會中討論，但會上多名議員關注將來興建商場後美田路的行人路擴闊問題，以及將來部分單車泊車位搬入港鐵物業內，有關泊車位應否收費的問題。其後政府就拆除天橋北翼的工程刊憲，共收集了1,300多份反對意見書，均表示在刊憲前對工程毫不知情，不滿區議會沒有就工程進行諮詢。
不過政府最後沒有理會沙田區議會、地區組織及居民訴求，於2011年11月為工程刊憲。工程項目包括興建橫跨美田路的有蓋行人天橋連相關地基和支柱，興建橫跨車公廟路的有蓋行人天橋連相關地基和支柱，改建並延伸車公廟路與美田路交界處現有的有蓋行人天橋，改建在日後的上蓋物業發展範圍內的部分現有公共運輸交匯處和改建沿車公廟路的現有單車停泊處。
其他項目包括永久封閉並重新定線翠田街行人路及行車道的部分路段，永久封閉並拆卸該天橋北端的部分現有有蓋行人天橋、行人路、單車徑、自動梯、樓梯、行人斜路及單車斜道，永久封閉並拆卸前大圍站巴士總站及進行附屬工程，包括相關的公用設施及復修工程。

## 興建圖片

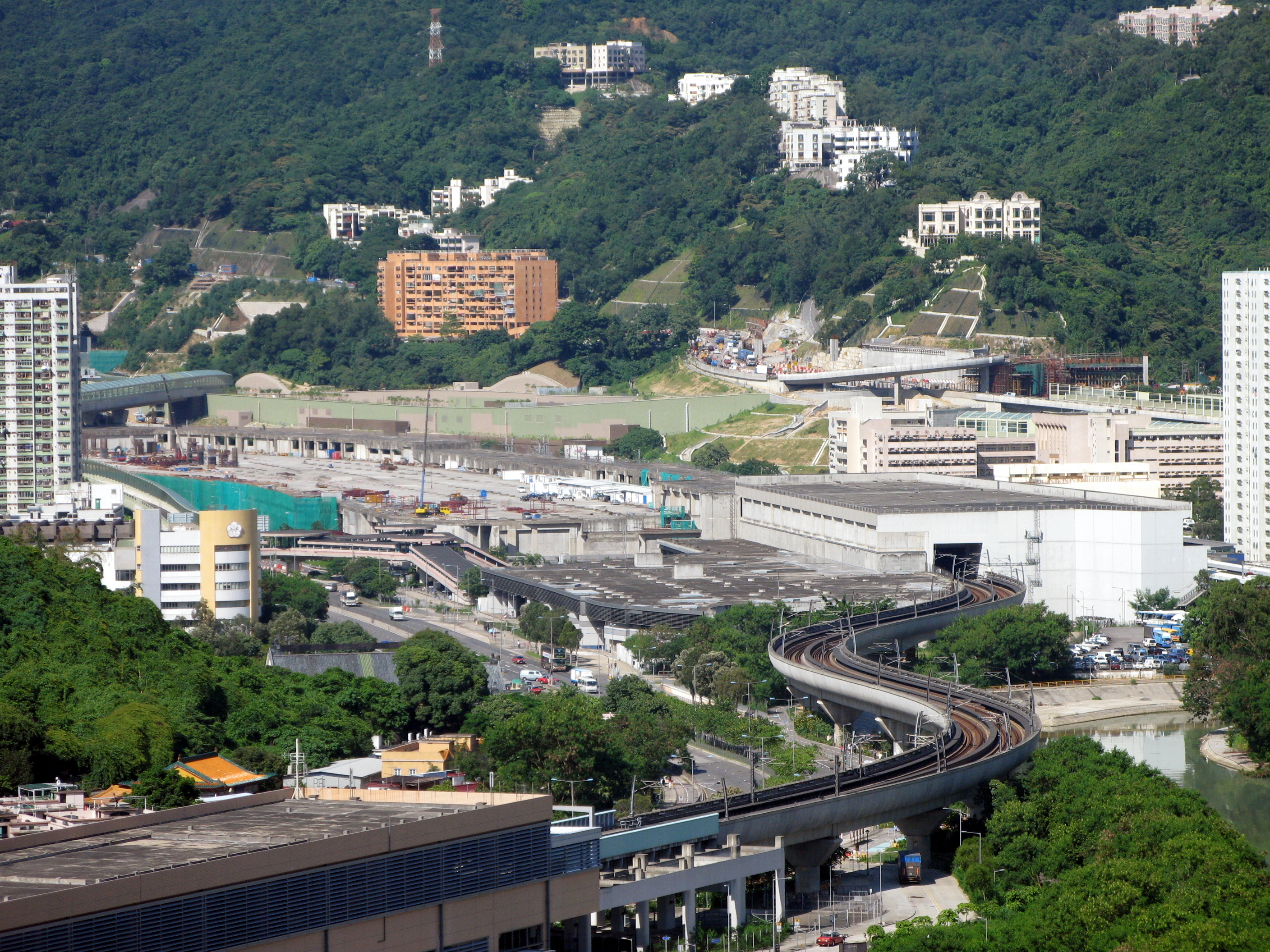
大圍站及柏傲莊所在位置发展前（2007年）的样貌
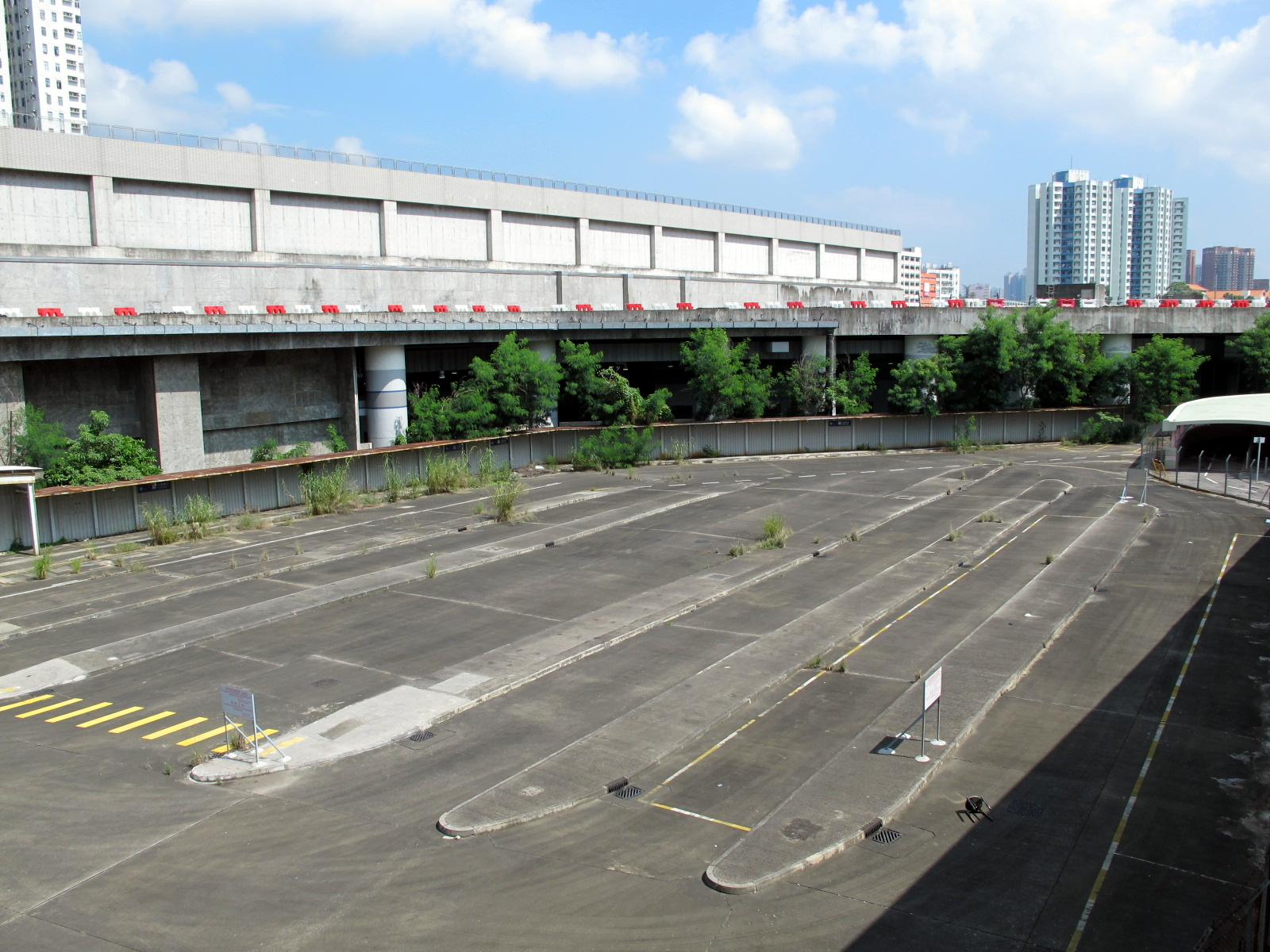
柏傲莊所在位置发展前（2010年）的样貌
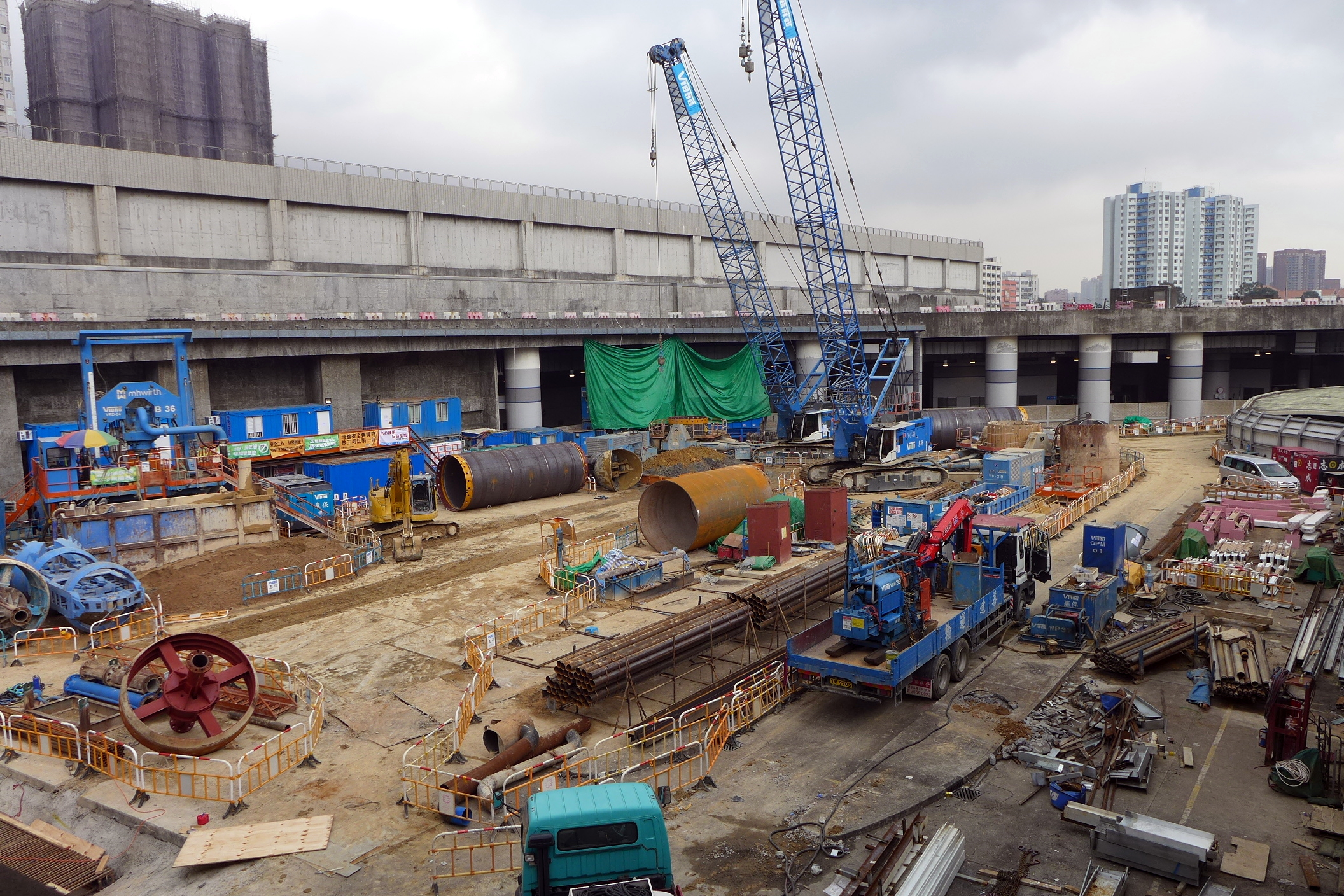
2016年3月
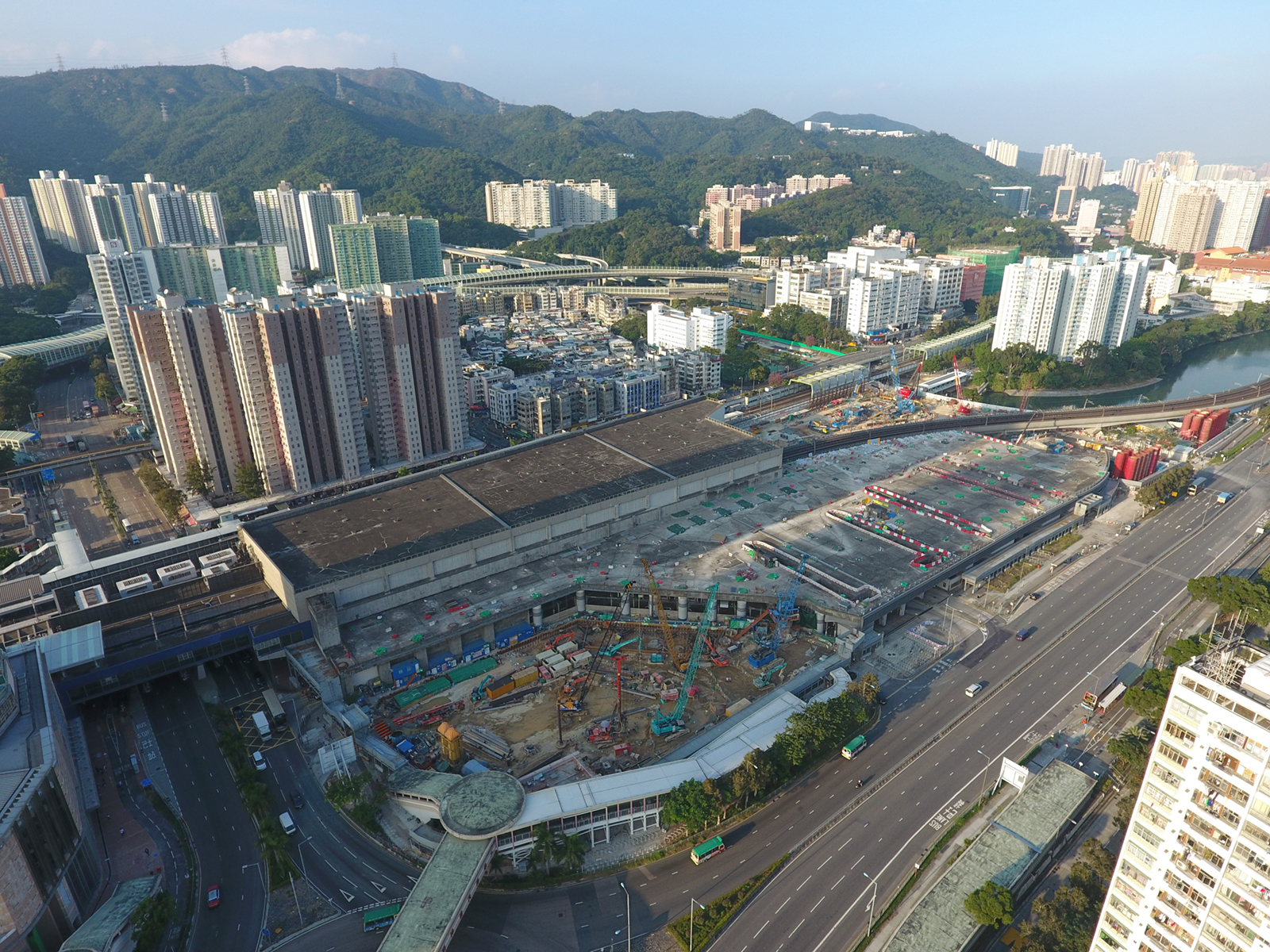
2016年12月
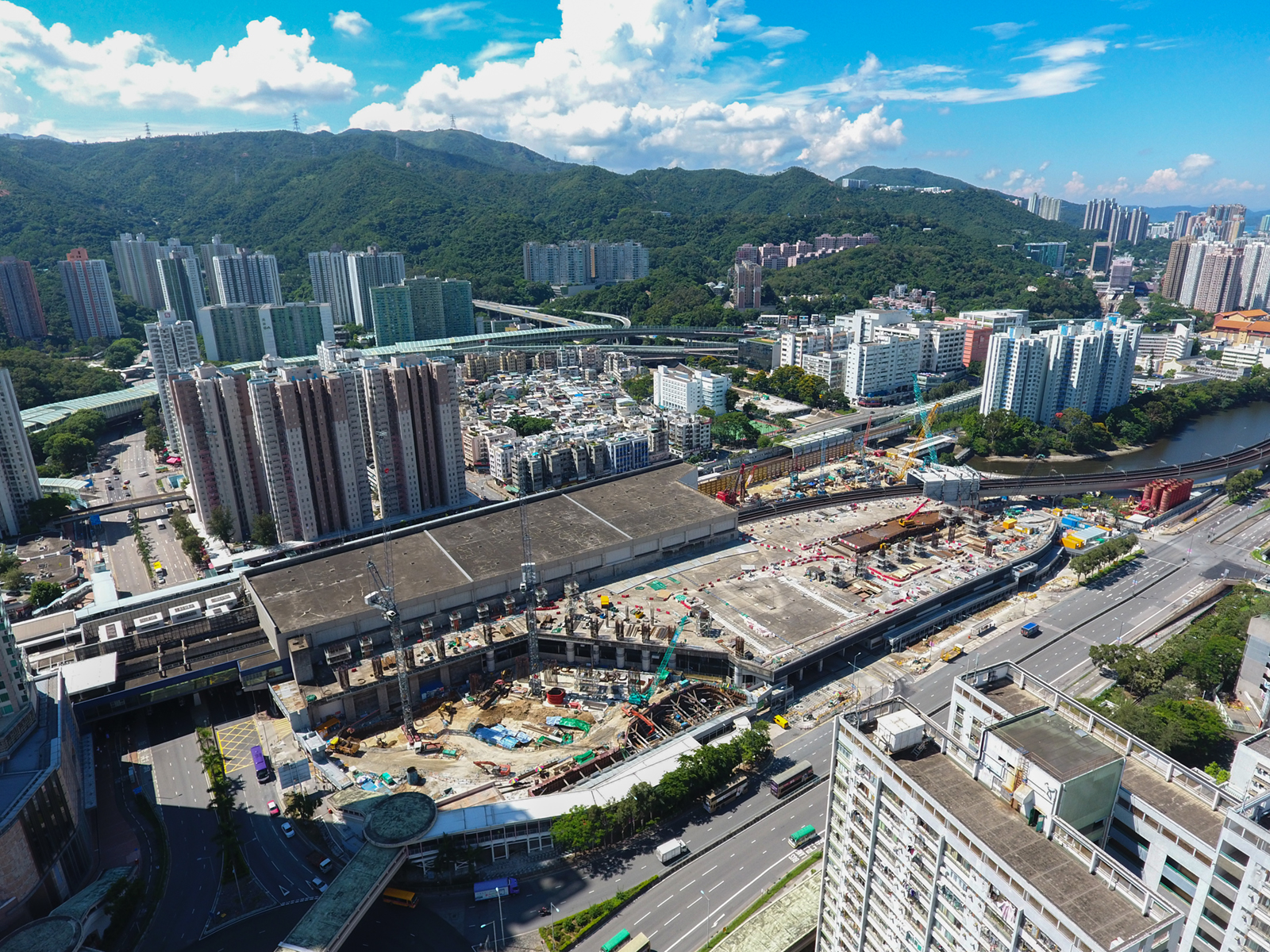
2017年6月
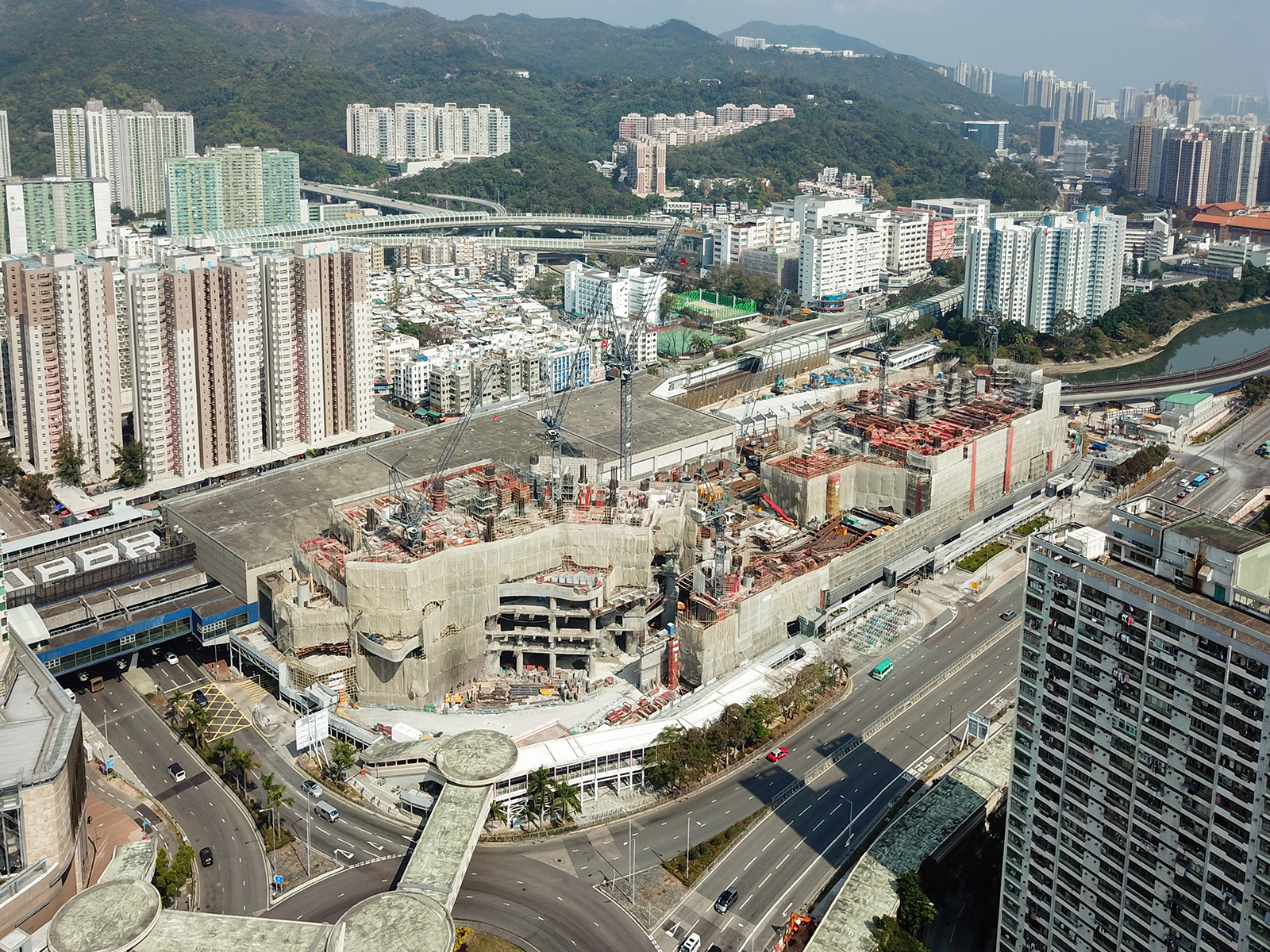
2018年2月
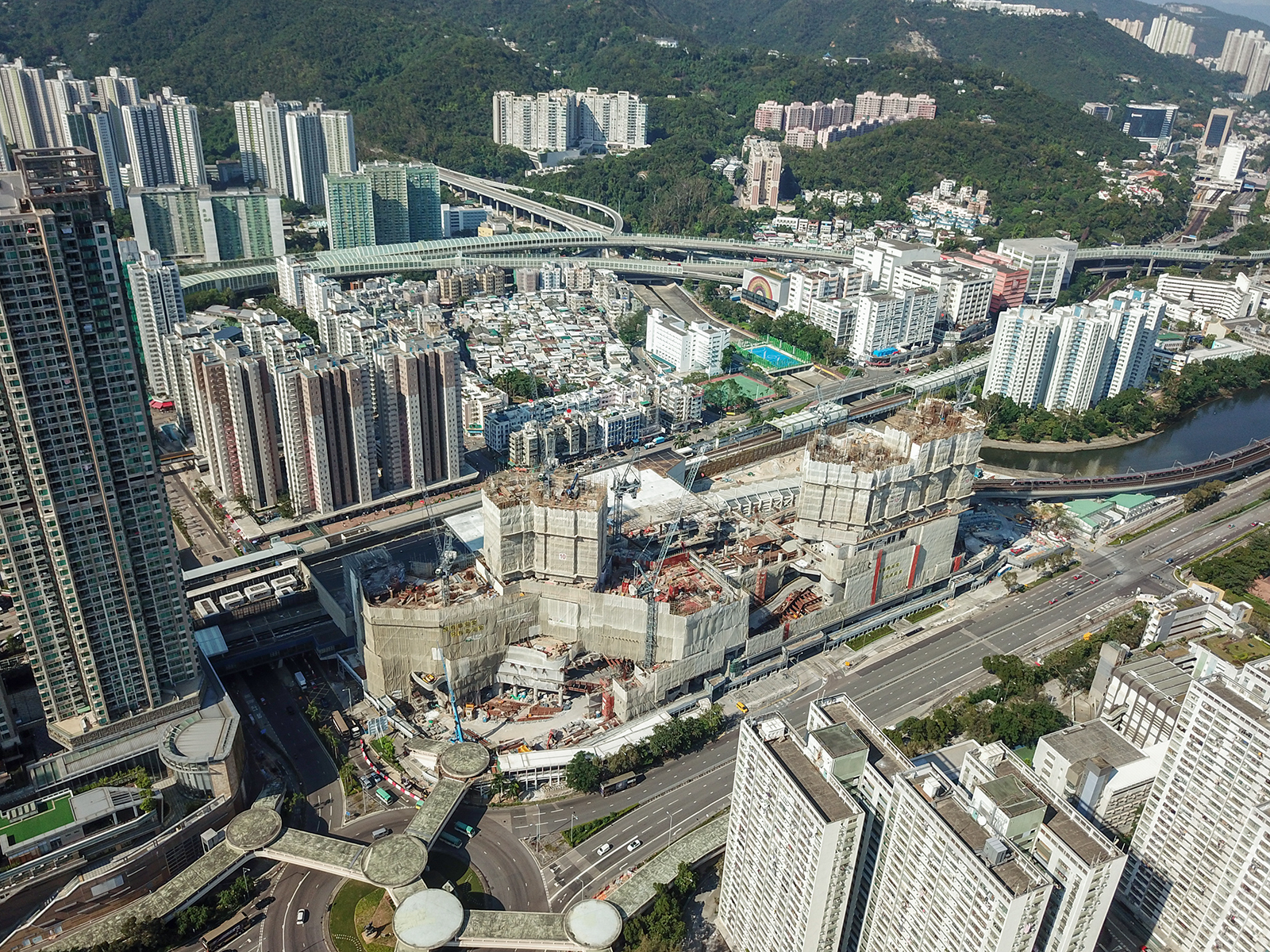
2018年10月
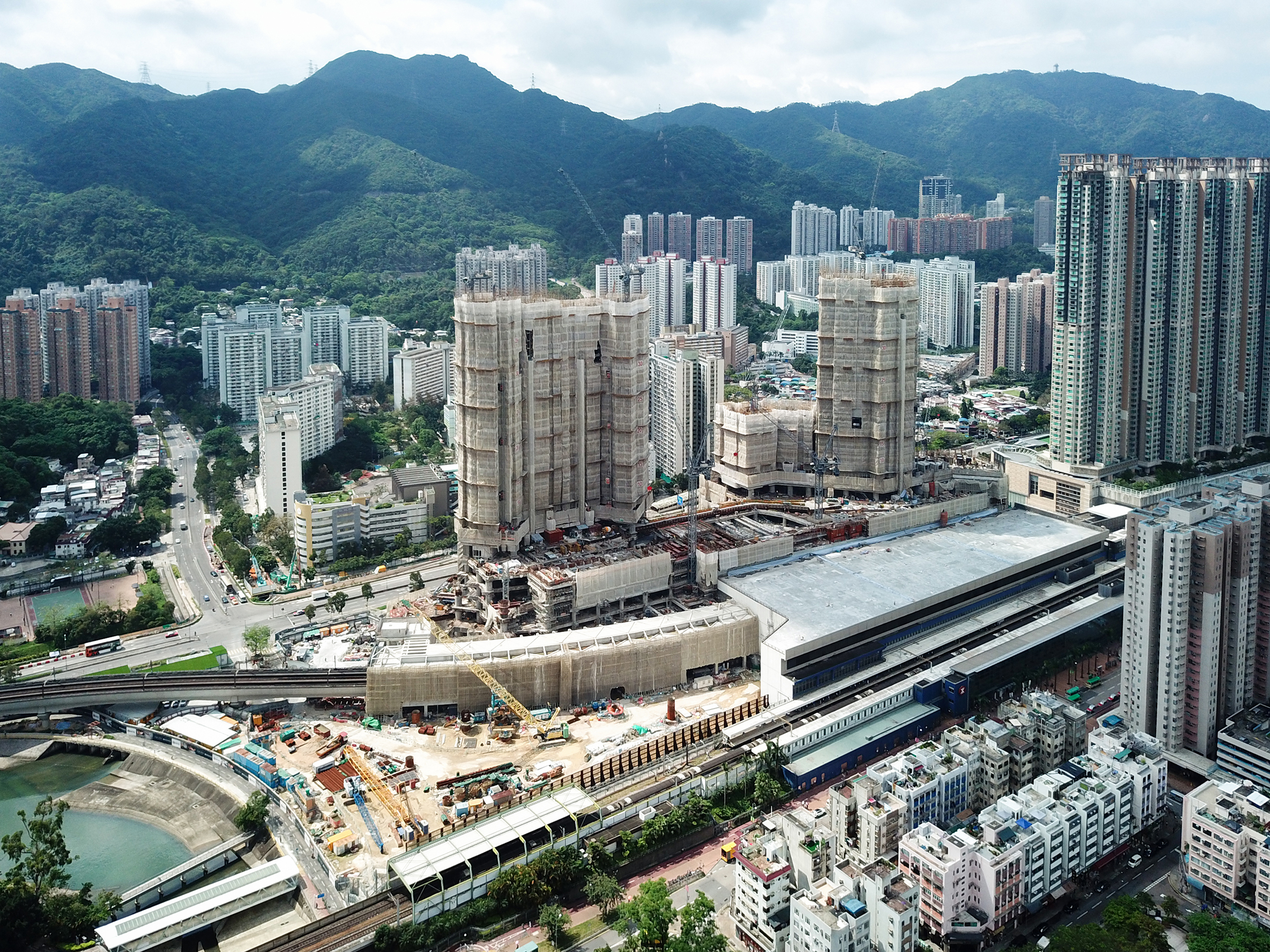
2019年4月
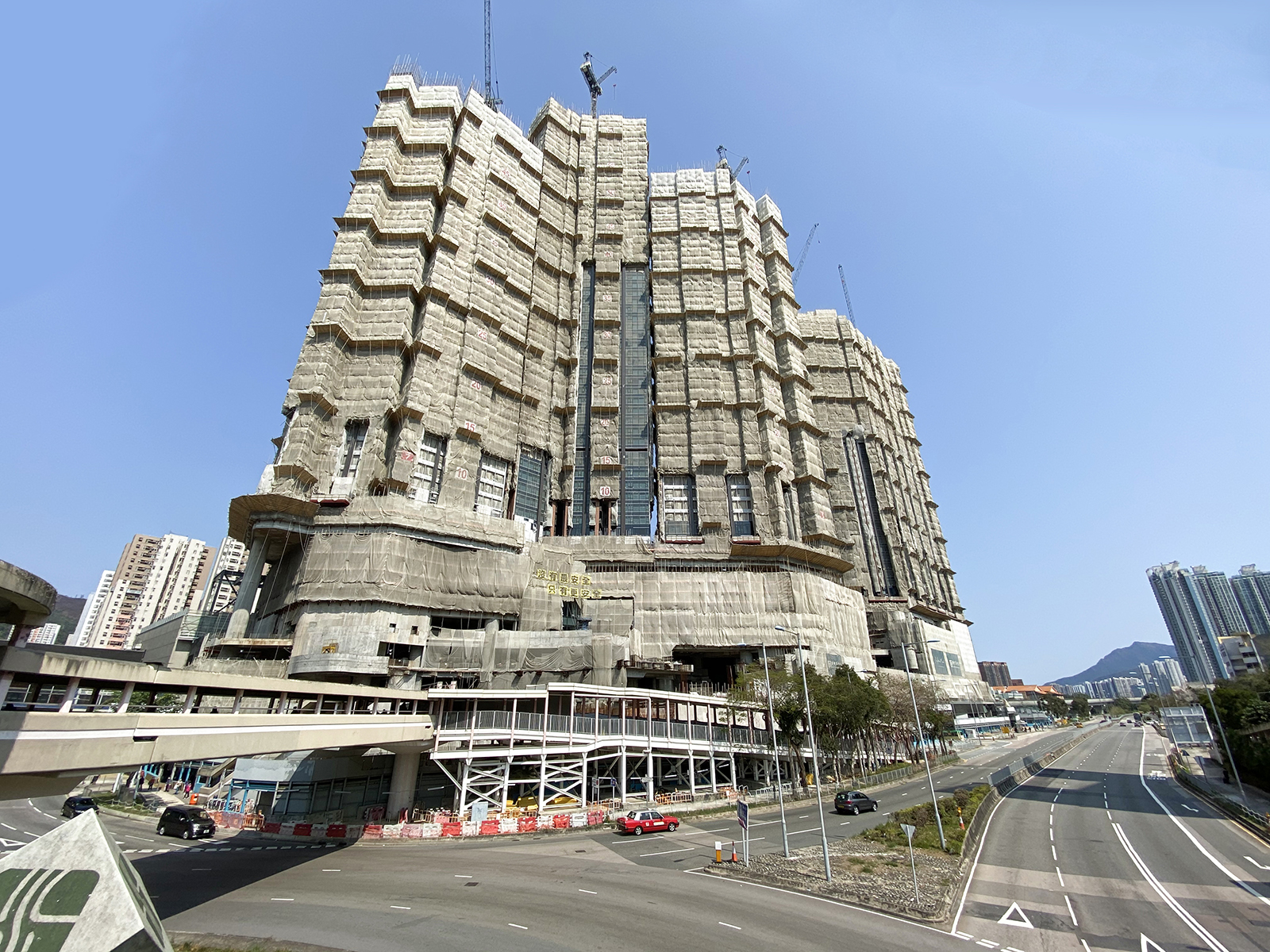
2020年2月
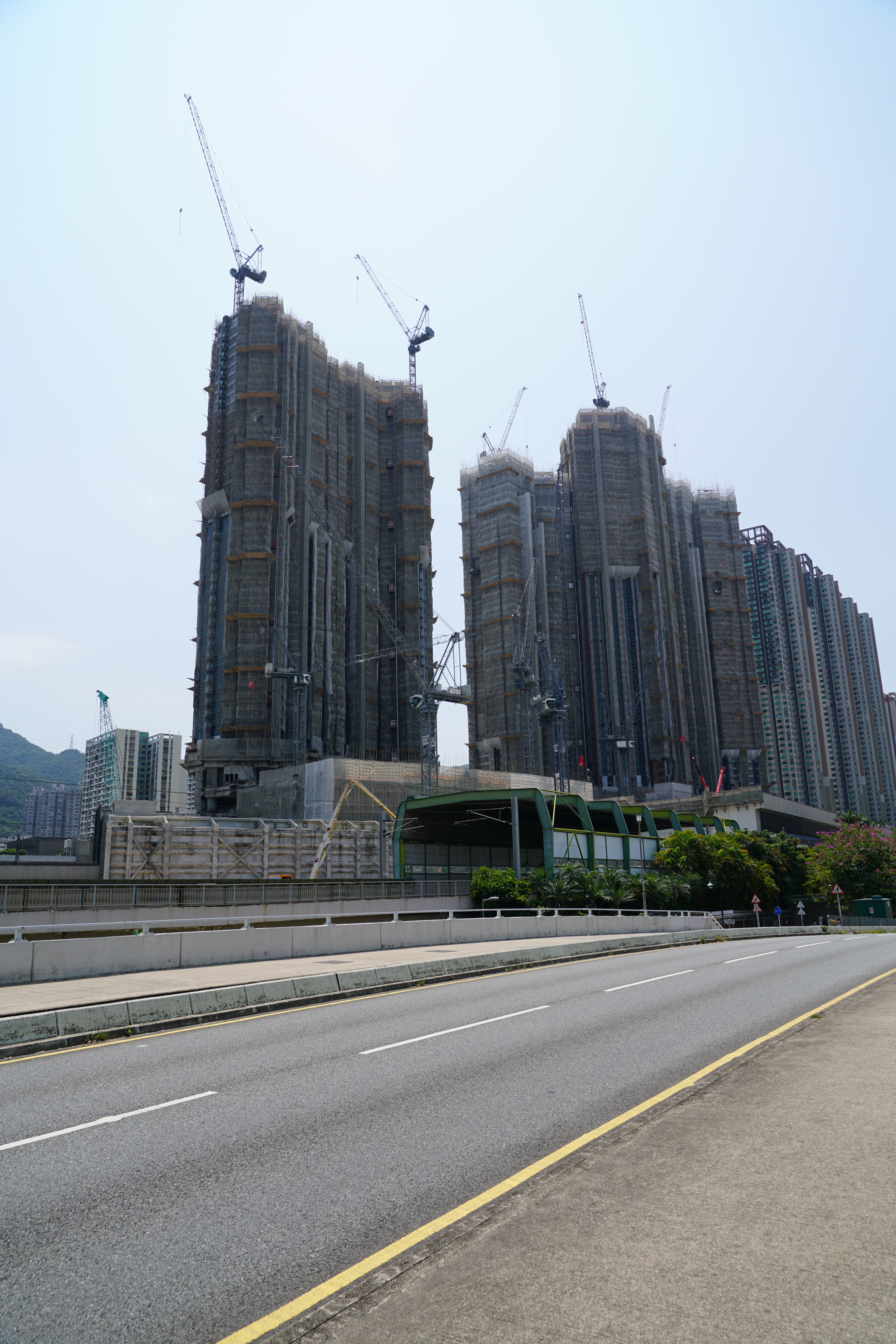
2020年4月
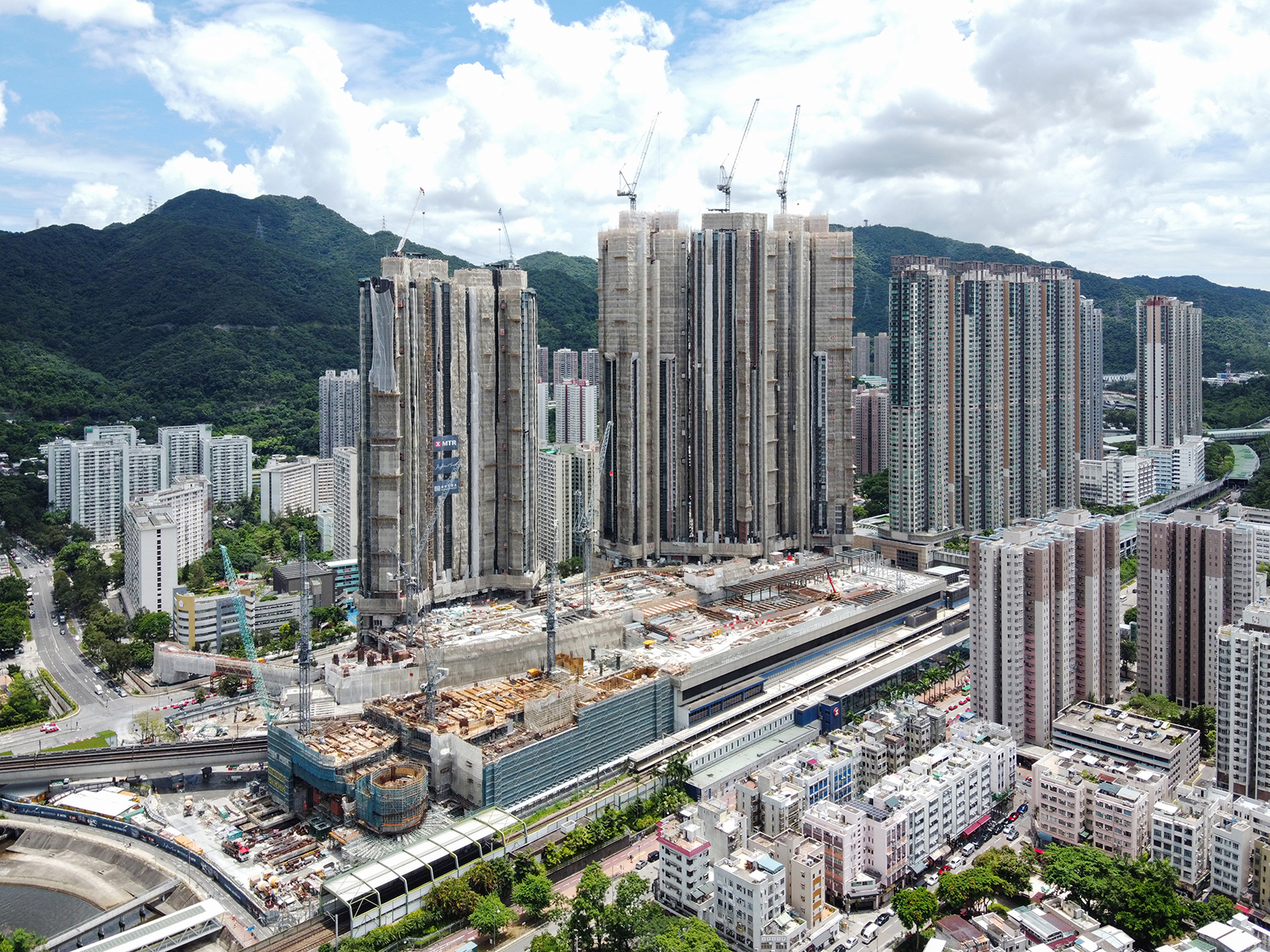
2020年7月
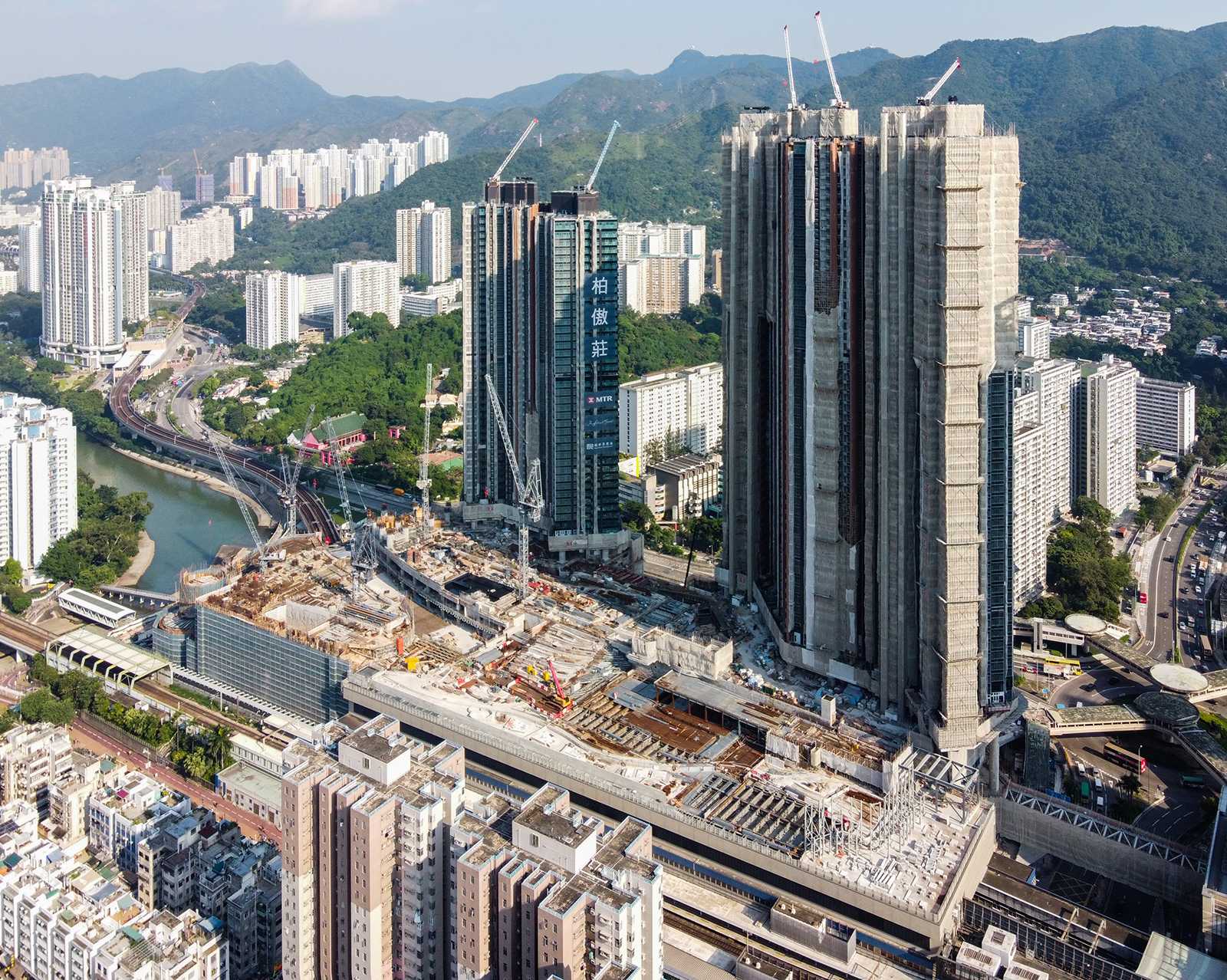
2020年10月
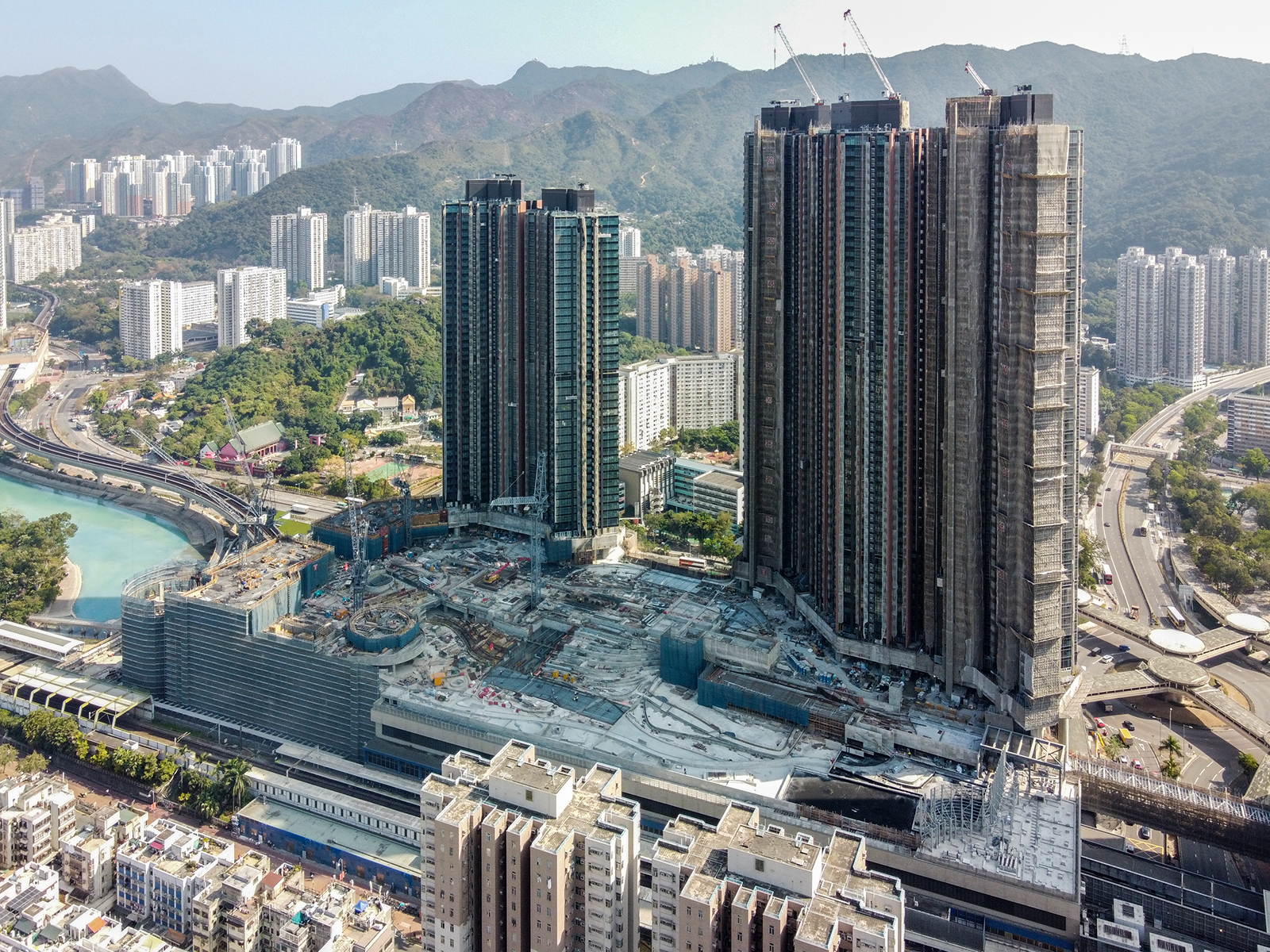
2021年1月
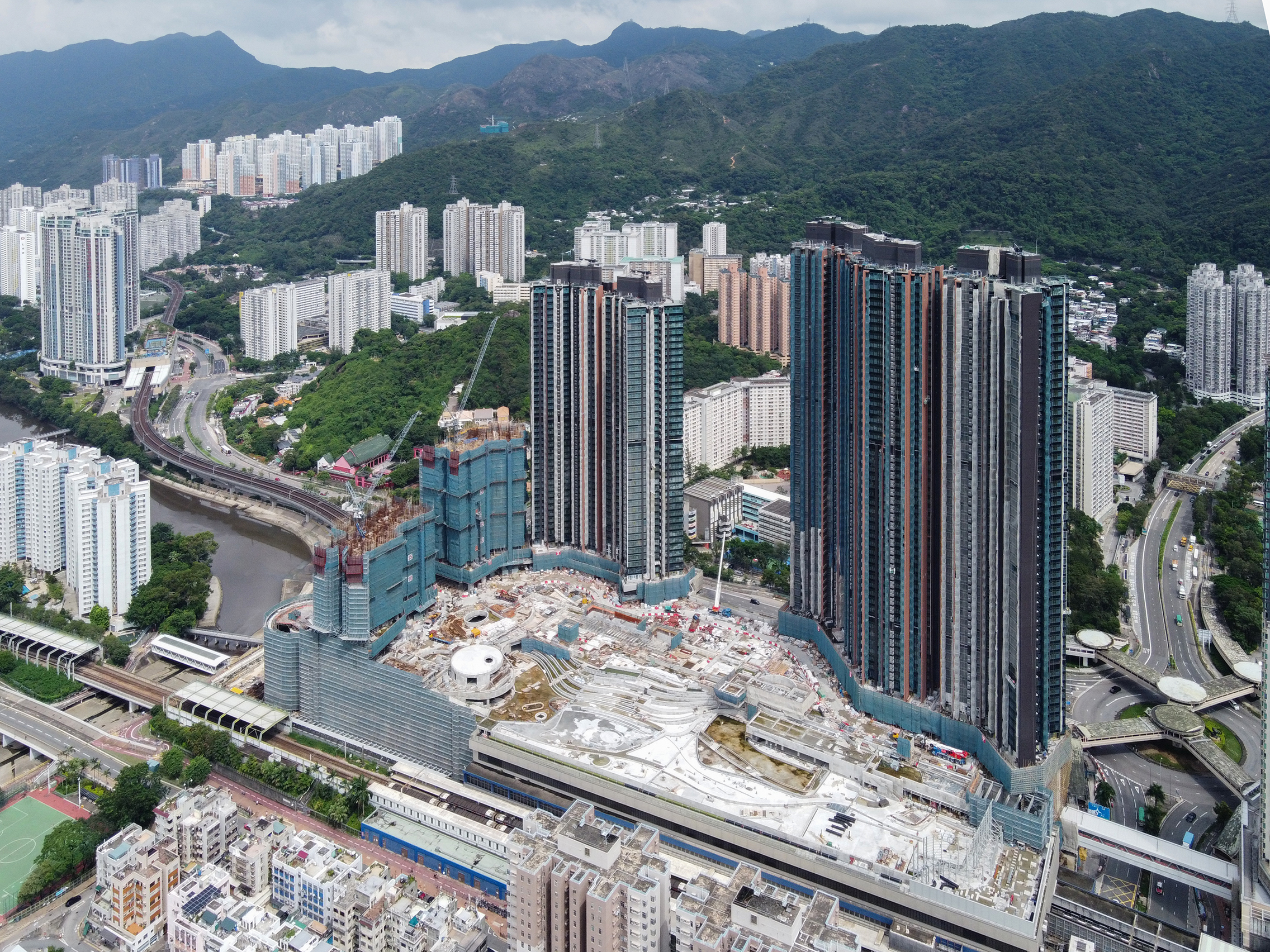
2021年8月
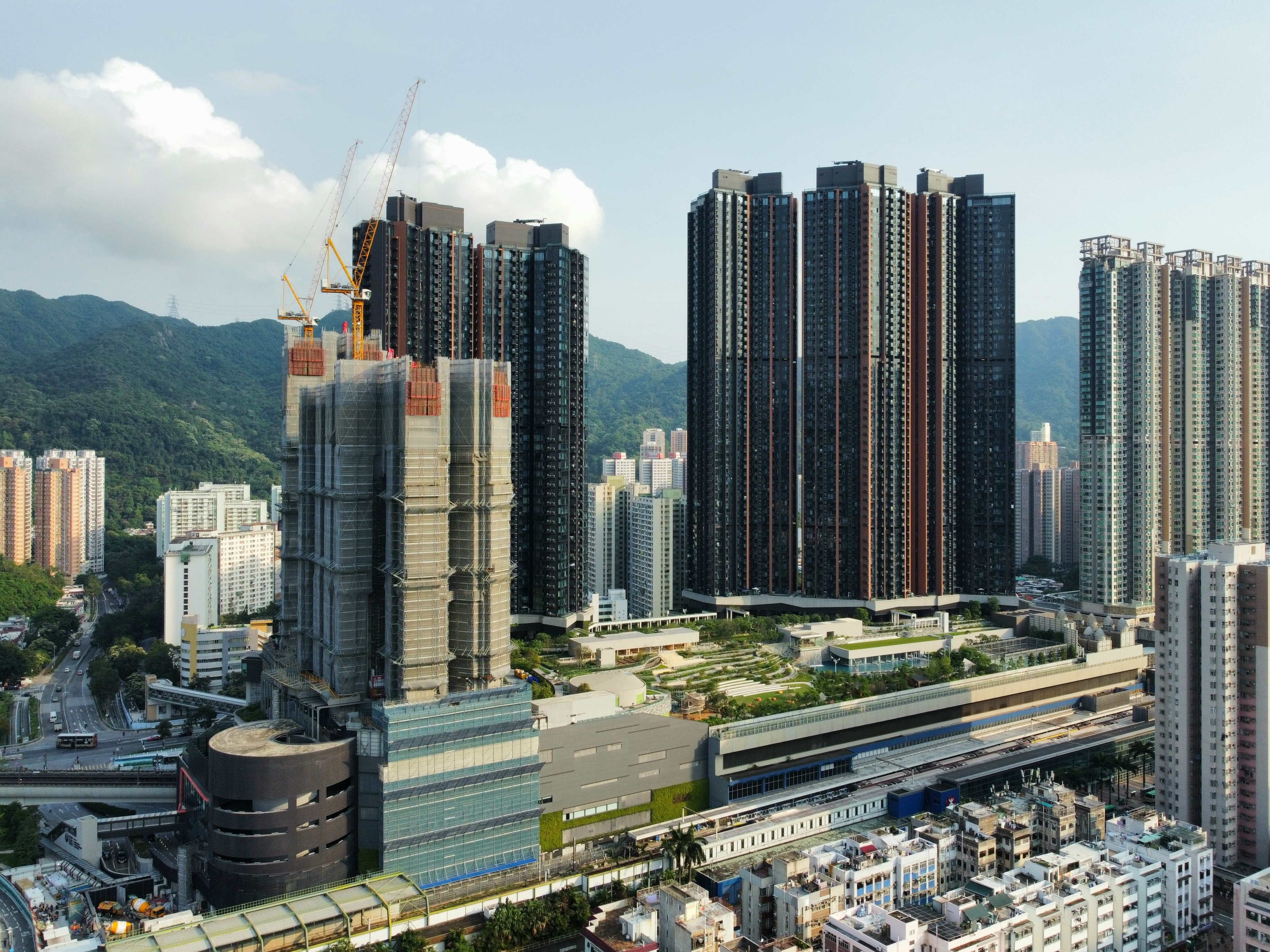
2024年5月
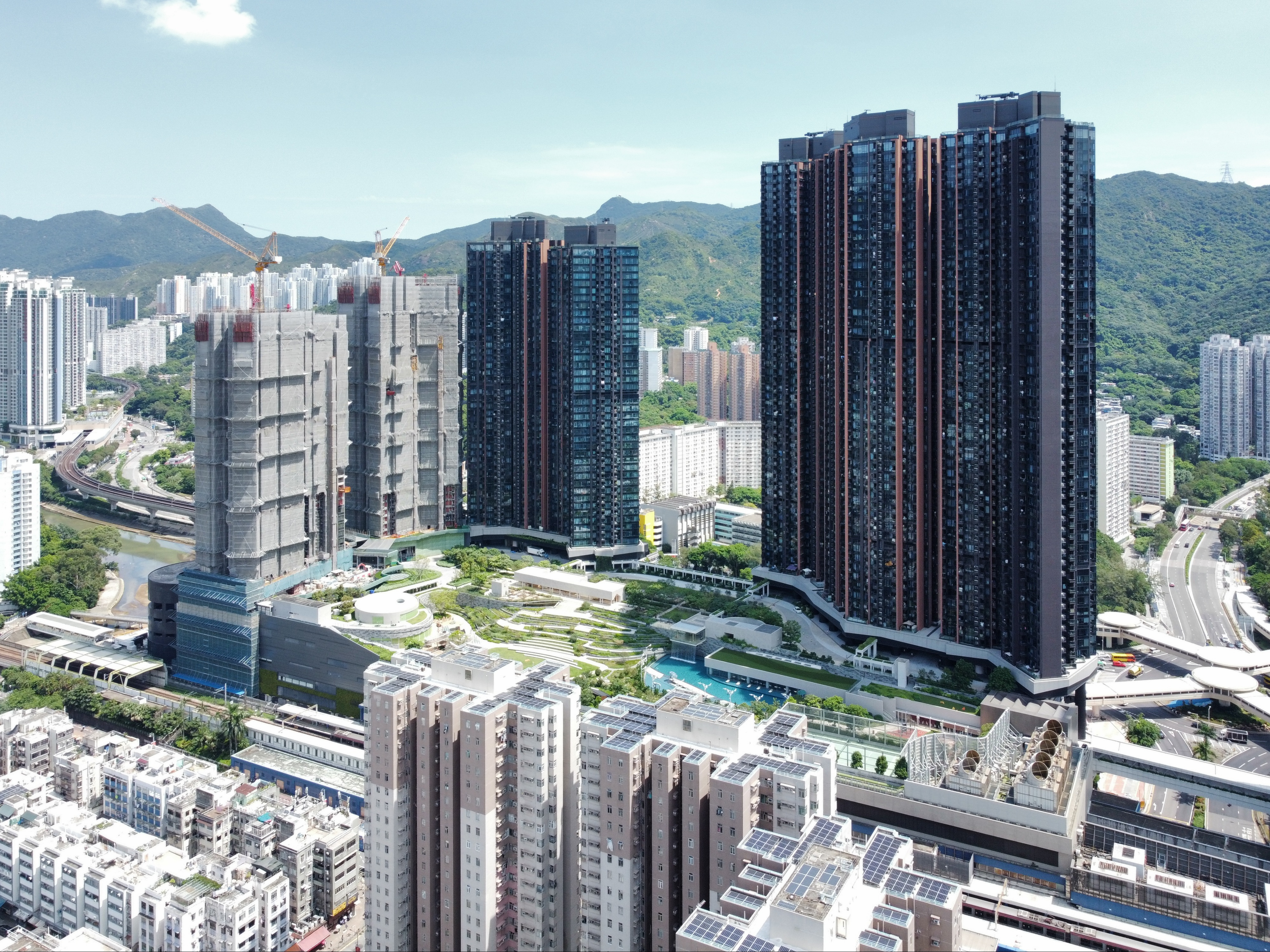
2024年9月

## 知名住客
- 前新聞主播方健儀[56]
- 中國大慈善家錢峰雷[57]
- 2009年港姐亞軍李姿敏（Germaine）與丈夫澳洲籍練馬師賀賢[58]

## 意外

### 鋼筋被壓至變形彎曲
2018年5月31日，地盤近美田路的第7座基座工地發生鋼筋支架倒塌意外，大量鋼筋被壓至變形彎曲。新世界發展回覆指意外未有造成傷亡，正向分判商了解事件。最後决定將第7座住宅基座拆卸重建。

### 地盤打樁影響大圍站月台沉降
2018年7月13日，受地盤打樁影響，東鐵綫大圍站2號月台末端位置沉降21毫米，港鐵要求新世界地產即時停止項目的地基工程。到8月2日，屋宇署證實未有因為地盤停工而改善，同一測量位置月台的沉降已增至23毫米，該範圍地盤未能復工。
到2019年1月4日，政府發言人表示屋宇署接納港鐵將停工指標放寬一倍至40毫米後，樁柱工程獲恢復進行。

### 致命工業意外
2024年11月9日下午，三期地盤發生致命工業意外。一名41歲男工人從12樓的吊籠搬出建築材料期間，吊籠疑出現失靈急墜，工人走避不及導致下半身被夾，送院後證實不治。承建商協盛建築表示會提供協助和配合政府調查。而港鐵已要求發展商停工。

## 事件

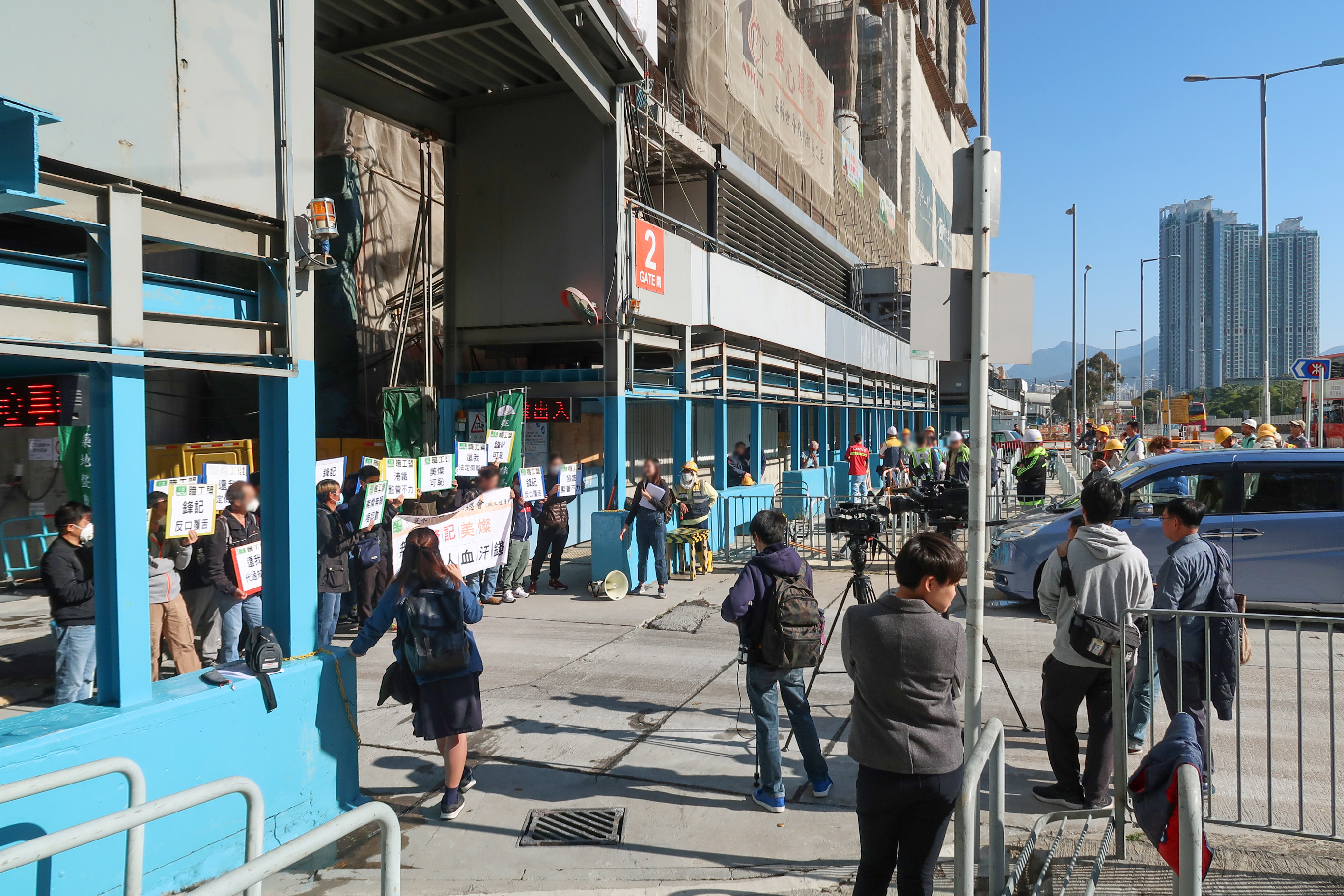
2019年12月12日，18名地盤工人在地盤外拉起橫額抗議判頭拖糧

2019年12月12日，18名地盤工人在地盤外拉起橫額抗議，指地盤承辦商「三判」鋒記工程有限公司、鎂燦科技工程有限公司及（大判）協盛建築拖欠代通知金及年假酬勞等，涉款40萬元。有工人表示在完全沒有通知的情況下將他們解僱，其後更拖欠代通知金，認為不能接受。談判超過4小時後終達成共識，工人可於12月13日提取金錢。
2020年2月，因應COVID-19，發展商為保障員工安全，地盤在2月5日起停工兩星期。到同年7月24日，一名在第5座地盤工作的外判扎鐵工匠初步確診，承建商協盛建築表示地盤會進行大範圍消毒，而涉事的第5座亦會停工。

### 第三期牆身底座混凝土未達標 需拆卸重建

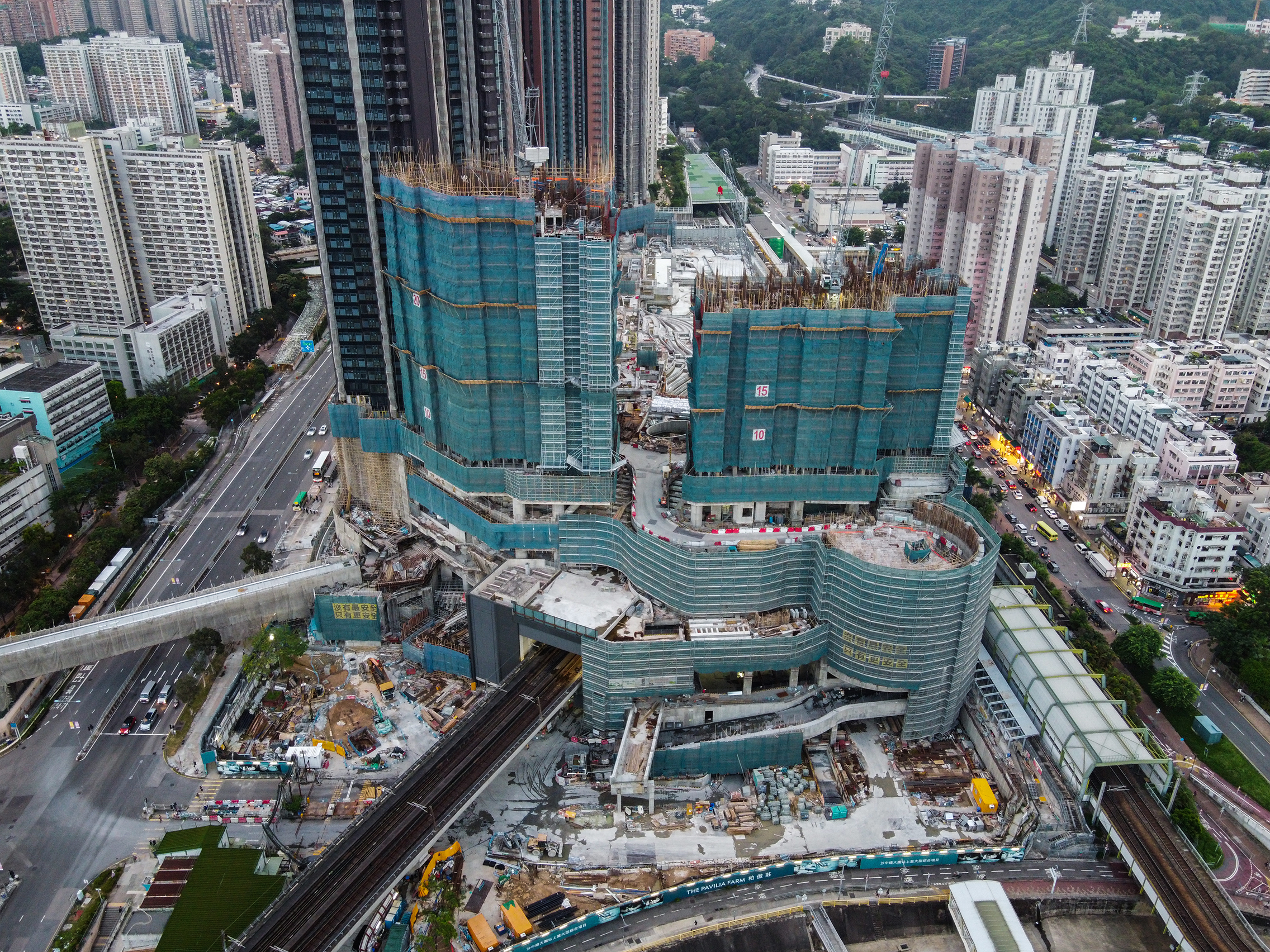
2021年7月6日，新世界發展向港鐵及屋宇署通報，指由於第三期第1及8座部分牆身結構的混凝土未達標，需要拆卸重建

新世界發展於2021年7月6日向港鐵及屋宇署通報，指由於柏傲莊第三期第1及8座部分牆身結構的混凝土，在最近的強度測試中未達獲批設計的要求而需要拆卸重建。港鐵強調，高度重視項目質量並十分關注事件，已要求發展商提交詳細徹底調查報告及作出跟進，以確保相關樓宇符合已獲批設計的要求，並充分考慮受影響買家的利益。為確保樓宇質量及買家安心，新世界決定把第1座及第8座拆卸重建，將主動聯絡受影響的846戶買家，並提供適切跟進方案，同時責成承建商徹查事件成因，是否涉及人為疏忽或監督責任，即時撤換工程的監督團隊，同時向買家作出四個承諾，包括買家可選擇繼續完成買賣合約，或即時取消成交。以樓價1500萬元為例，如果買家採用即供付款，額外津貼連同利息補償共115萬元。而涉事兩座樓宇的建造工程現已暫停，有待發展商全面調查事件，及盡快落實妥善補救方案，確保達到政府監管部門的要求及通過審批，港鐵亦要求發展商確認項目其他座數樓宇的施工質量。受事件影響，預計入伙日期延遲約九個月。而今次事件中，有傳新世界旗下建築部門被裁約100人，不過集團否認。
工程師發展商為了安撫買家，而選擇拆卸重建。有買家對事件感到驚訝，形容自己是用了一生人的錢購入一層樓，希望得到應有賠償。而香港伍倫貢學院永久校舍亦可能受影響。
中科興業董事總經理潘焯鴻收到來自新世界內部工程師消息，指出現問題的牆身底座原本應該使用80強度的混凝土，不過現時卻錯用了一般樓面才使用的45強度混凝土，強度減半，形容是沒有可能補救，指事件是「管理上的缺失，施工上的錯誤」。資深土木工程師倪學仁指有不少原因導致出錯，但同時指出灌錯混凝土是難以挽回的錯誤。而屋宇署雖然有監督團隊監察施工程序，不過他們不會主動抽樣檢查混凝土等建築材料，完成依靠註冊結構工程師作監管。
由2021年8月中至2022年2月20日為止，過去半年累積錄約160宗取消交易個案，佔已售出單位總數845伙19%，涉及銷售金額逾26.3億元。

## 批評

### 缺乏公眾諮詢 政府及港鐵漠視居民意見

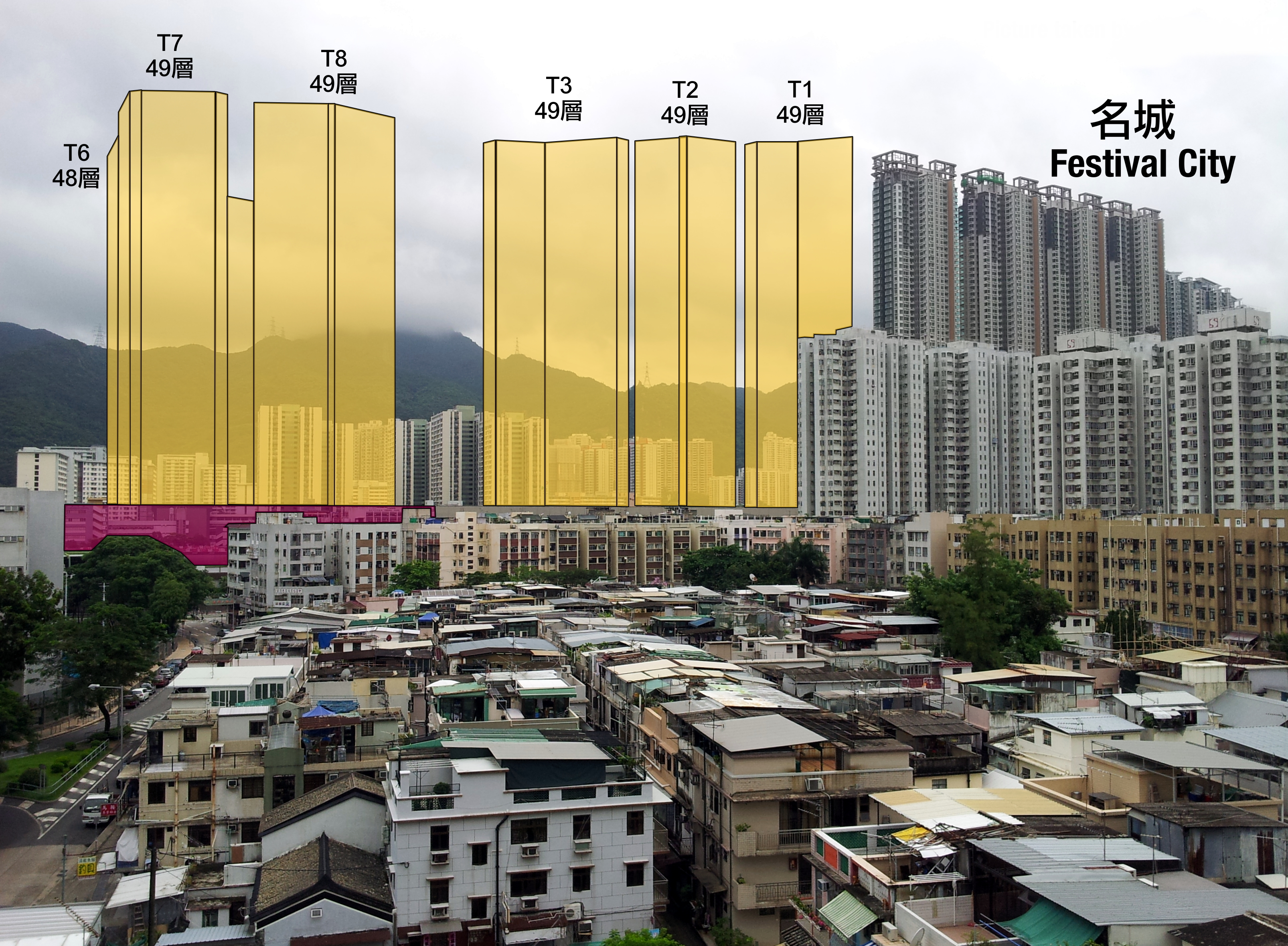
模擬圖預見大圍站上蓋落成後與「名城」發展協調一致，造成屏風樓效應

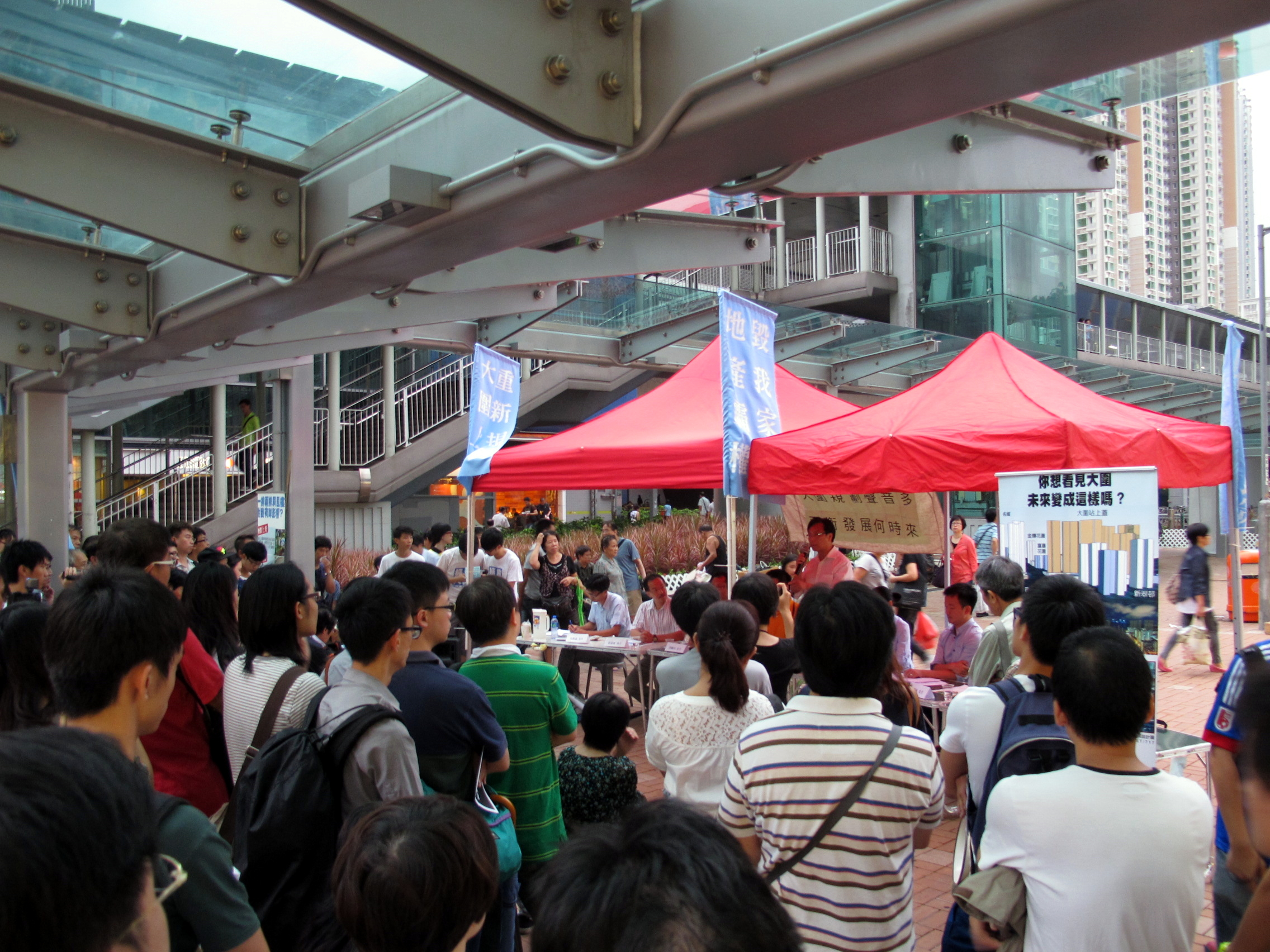
反大圍站上蓋建屏風樓關注組在2012年7月舉辨「大圍規劃聲音多 平衡發展何時來？」論壇，邀請了參選立法會新界東選區的候選人參與論壇，討論規劃過程是否存在缺陷，政令往往與居民主流的期望脫節。

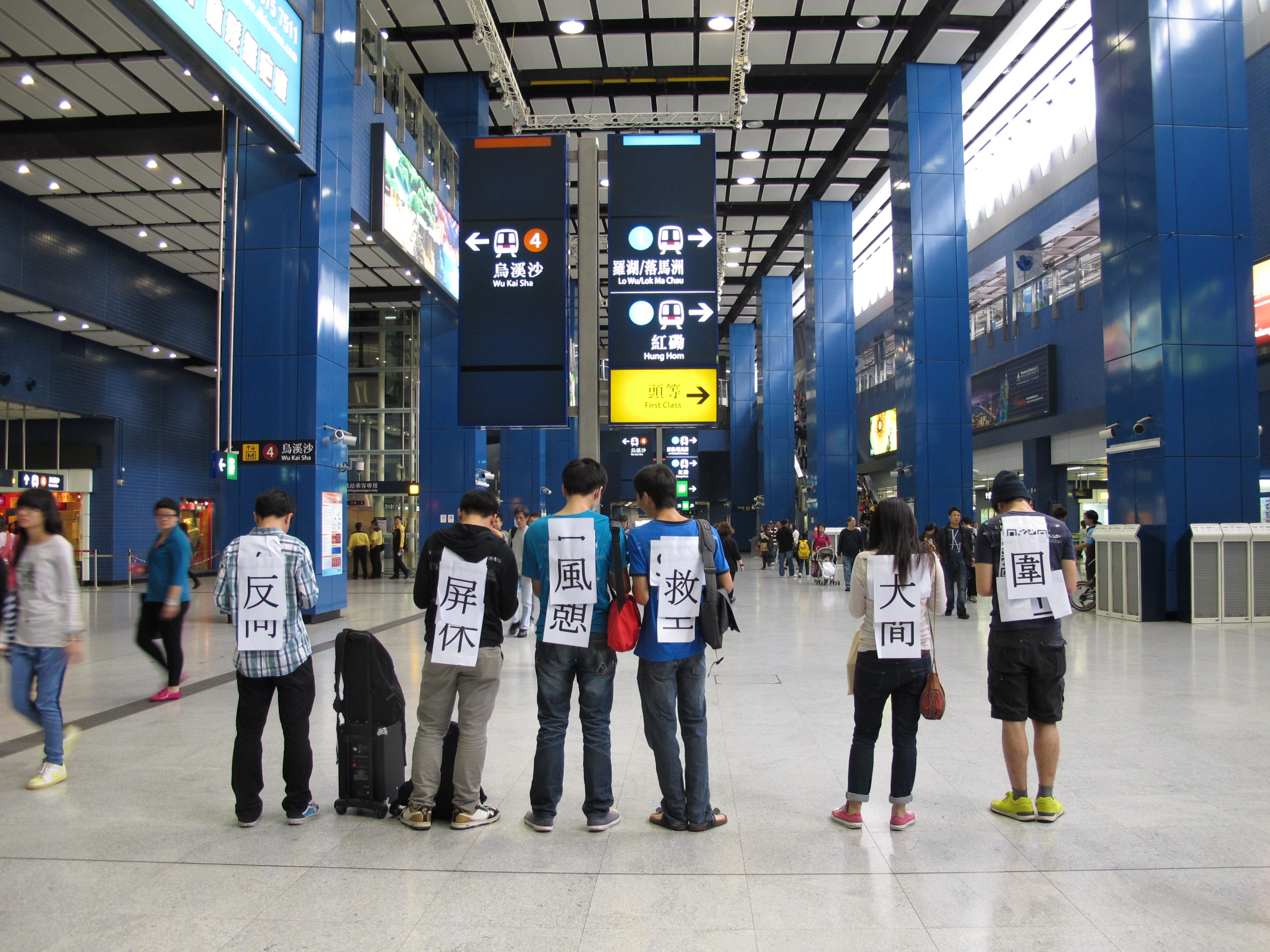
2012年12月16日，反大圍站上蓋建屏風樓關注組在大圍站大堂進行「無聲抗議」，反對大圍站上蓋發展項目規劃

在2001年至2002年時，沙田區議會及地區人士表示大圍站上蓋發展項目規模過大，因此要求降低發展項目的最大地積比率及限制最高建築物高度。並要求在擬議的發展項目內提供各種設施，包括室內運動場，體育館、社區會堂、郵政局及圖書館等。不過九鐵及城規會以該規劃已為建築物的設計作出改善和規劃理想為理由，不批准有關申請。到了2007年、2009年及2011年，沙田區議會以及地區人士再次對大圍站上蓋發展項規模及有關配套工程表示不滿，認為有關項目屏風樓效應嚴重、對工程的資料毫不知情，並且沒有就工程及上蓋規劃進行諮詢。
不過政府及港鐵多年來一直沒有理會沙田區議會、地區組織及居民訴求，主要原因是城規會早在2001年時已決定不再接納針對這些意見而作出修訂，而且發展項目已進入落實階段及未能善用最大整體總樓面面積為理由，因此反對民間訴求。有關的規畫過程被居民及網民批評為黑箱作業，沒有了解市民感受。
有關注大圍站上蓋發展的地區組織於2011年8月時舉行了一次拍片活動，邀請當日願意接受拍攝的眾多街坊表達他們對屏風樓、破壞大圍區內的環境及失去公眾休憩空間等不滿的心聲。其後片段上載至YouTube供公眾觀賞。
2012年7月27日，反大圍站上蓋建屏風樓關注組在舉辨「大圍規劃聲音多 平衡發展何時來？」論壇，邀請了2012年參選立法會新界東選區的候選人參與論壇。討論規劃過程是否存在缺陷，政令往往與居民主流的期望脫節。論壇共吸引逾100人圍觀，最後亦設有公眾發言環節。
2012年8月，物業總監鄧智輝表示計劃正檢討大圍站發展組合計劃，但只會與發展商溝通，可見上蓋規劃完全不公義，缺乏公眾諮詢。

### 屏風樓效應
2001年時，城規會的意向是希望車公廟站、大圍站及車廠上蓋物業可成為大圍區的地標，因此三項物業會有較多的層樓及設有觀景廊。不過當年公眾對屏風樓的認知甚少，因此沒有這些反對聲音。
環保觸覺在2006年時均認為大圍車廠上蓋新興建12幢的屏風樓將大大影響區內空氣、光線及居民健康，不過城規會在2007年時根據2001年時的聆訊，以不接納這些反對屏風樓意見為理由，否決團體及居民的訴求，最終項目通過發展，發展為大型住宅「名城」。結果造成附近居民指出難以接收電視訊號，無法收看電視，嚴重影響日常生活。區內的光線及規劃佈局亦做成強烈的破壞大圍站項目建成後，將與已建成、共12座的名城及盛薈形成兩公里長的屏風圍牆。

### 發水問題
2011年時港鐵應政府要求，就其代理的西鐵沿線6個上蓋物業發展項目重新設計，以符合發水新限制，但港鐵擁有發展權的大圍站上蓋項目，則未有配合發水新制，於2011年4月1日前已向屋宇署申請建築圖則，以趕搭發水樓尾班車。
發展局局長林鄭月娥於立法會上書面回答提問時證實，港鐵於2011年4月1日前，已就大圍站上蓋物業發展項目的建築圖則申請，提交屋宇署，由於在2011年4月1日或之後提交的建築圖則申請，須按新的作業備考（發水新措施）發展，故大圍站的建築圖則毋須符合新的作業備考。她又指，港鐵為上市公司，自行決定如何推行其所擁有的物業發展項目。換言之，港鐵大圍站上蓋項目可按舊有發水限制發展，較新制規限只可發水10%為多，亦令項目的整體收益更有保證。

### 公共空間變屋苑私人空間
大圍站的馬鞍山綫（現稱屯馬綫）月台及附近土地原為青龍水上樂園（後期改名為歡樂城），而大圍車廠及現時「名城」及「盛薈」的位置，原為單車公園及足球場，是大圍居民及公眾的消閒好去處。
不過這兩塊的休憩及消閒用地於2001年消失後，換來的是私人屋苑的園林及會所空間，只可讓大圍站項目的業主享用。目前區內的休憩空間只集中於顯徑一帶，並且只屬遊樂場形式的顯田遊樂場供區內居民享用。